# Stadtkommando Zürich

Stützpunkt "Panama", Altstetten

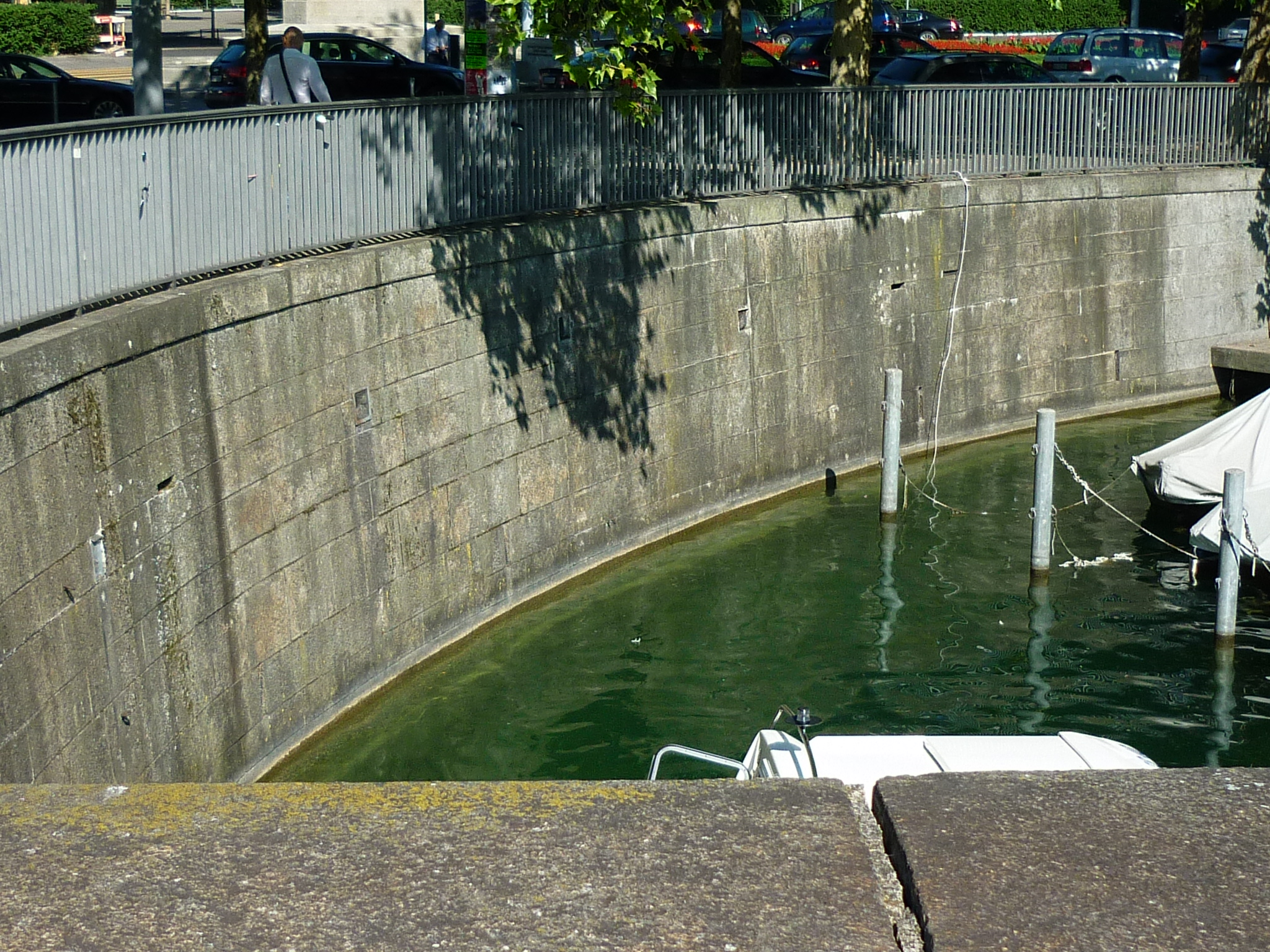
Bunker Quaibrücke A 4844

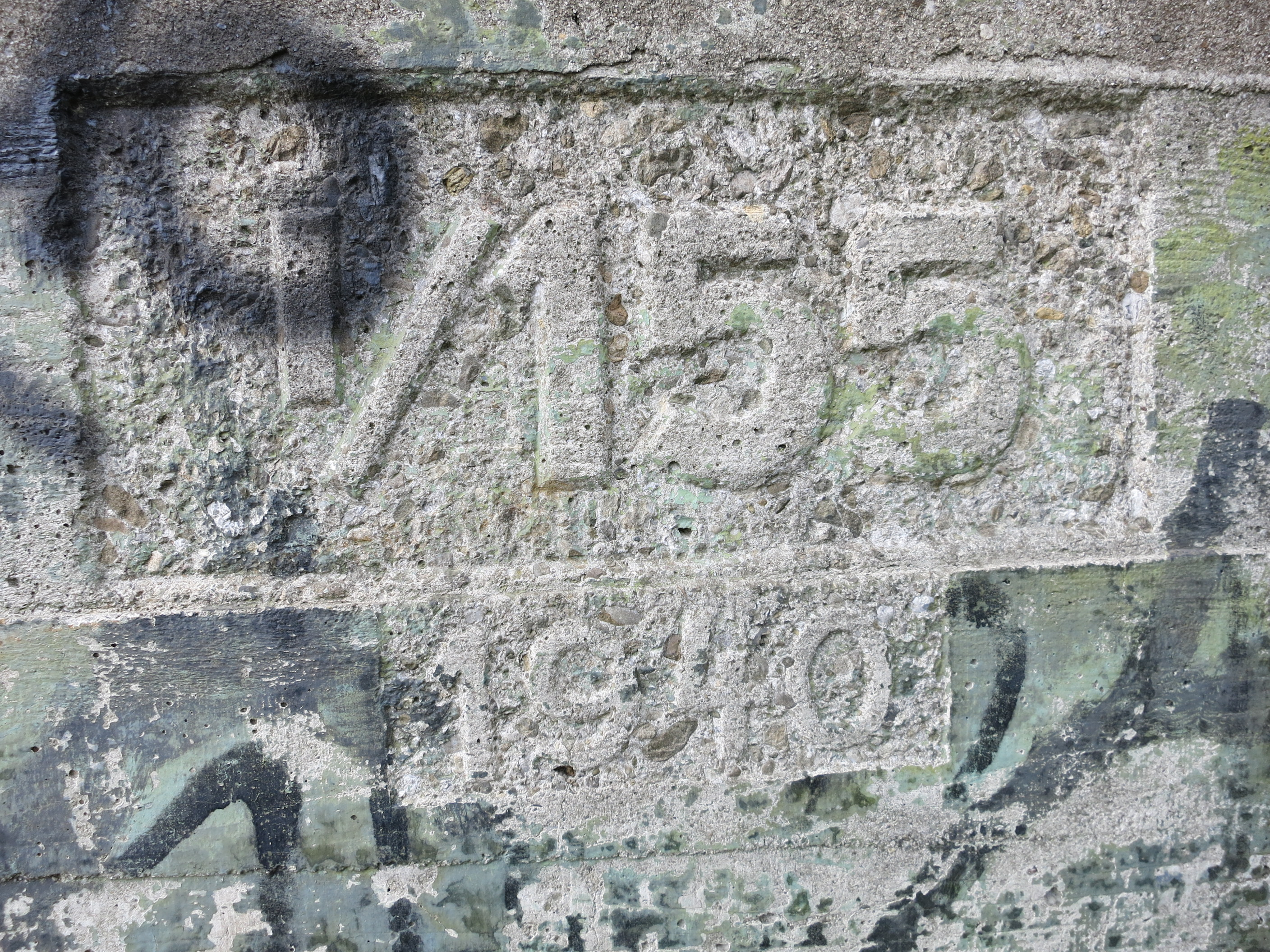
Bunker Kursaal A 4841, Ter Bat 155

Das Stadtkommando Zürich war eine im Zweiten Weltkrieg eigens zur Verteidigung der Stadt Zürich geschaffene Heereseinheit der Schweizer Armee unter der Leitung von Oberst Hans von Schulthess (1885–1951). Die Stadt Zürich wurde nicht zur offenen Stadt erklärt, sondern war mit seinen strategisch wichtigen Limmatbrücken für General Guisan ein wichtiges Bollwerk («Obstacle absolu») der Limmatstellung, das gehalten werden musste. Während zehn Monaten bereitete sich die Stadt Zürich darauf vor, zur Hauptkampflinie bei einem deutschen Angriff zu werden.
Das Stadtkommando wurde am 10. Dezember 1940 auf Befehl des Generals aufgelöst. Die Sperrstelle gilt als militärhistorisches Denkmal von nationaler Bedeutung.

## Vorgeschichte

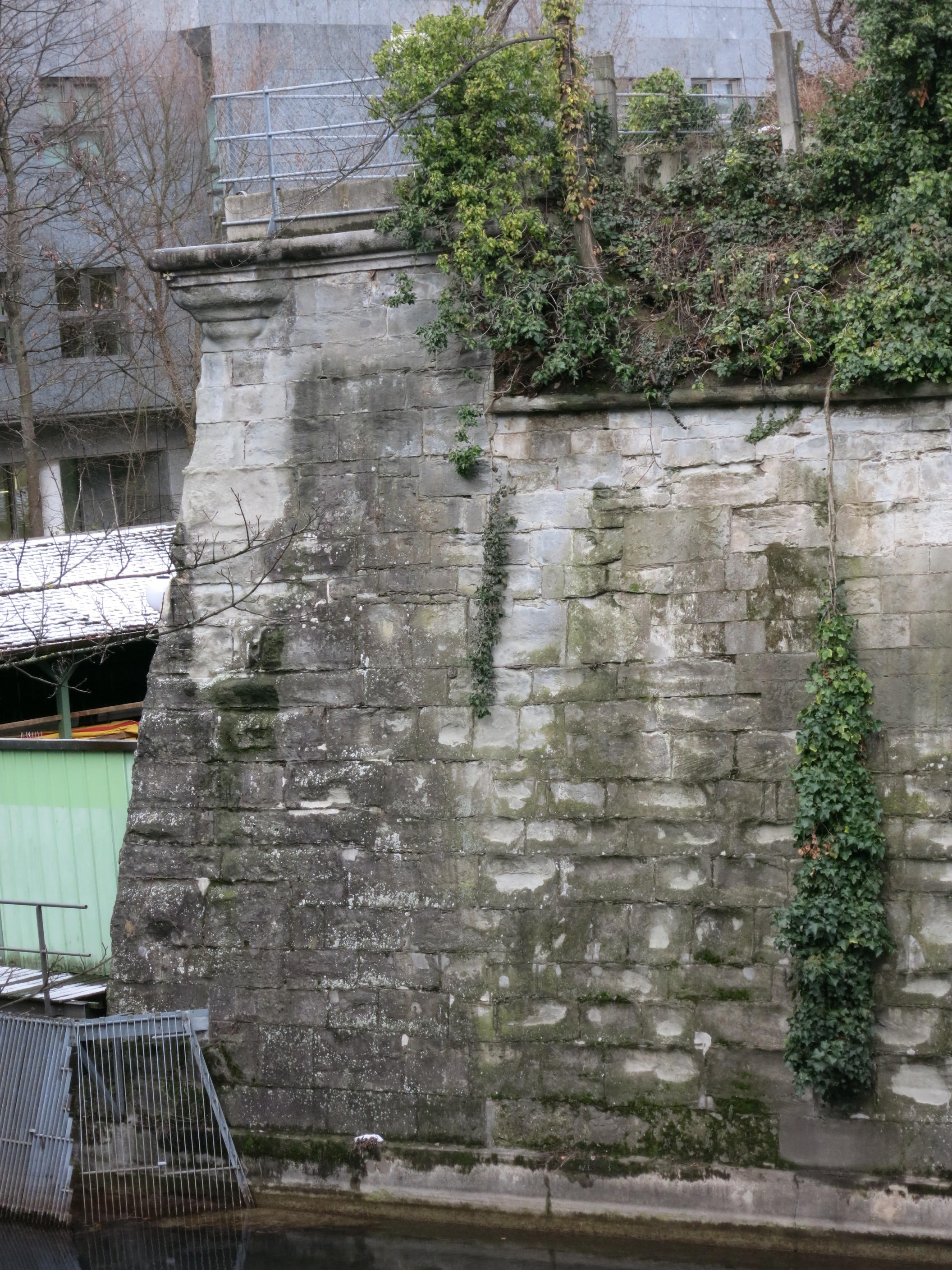
Bollwerk zur Katz, Schanzengraben

In der Stadt Zürich wurden Befestigungen im Turicum der Römerzeit und vor allem vom Spätmittelalter bis ins frühe 19. Jahrhundert angelegt. Die mittelalterliche Stadtmauer umfasste 15 Türme. Während des Dreissigjährigen Krieges entstand ein Schanzengürtel mit sternförmigen Bastionen, die in den 1830er Jahren grösstenteils geschleift wurden. Einige Bauten sind beim Schanzengraben, Bauschänzli und beim alten botanischen Garten erhalten geblieben.

## Geschichte

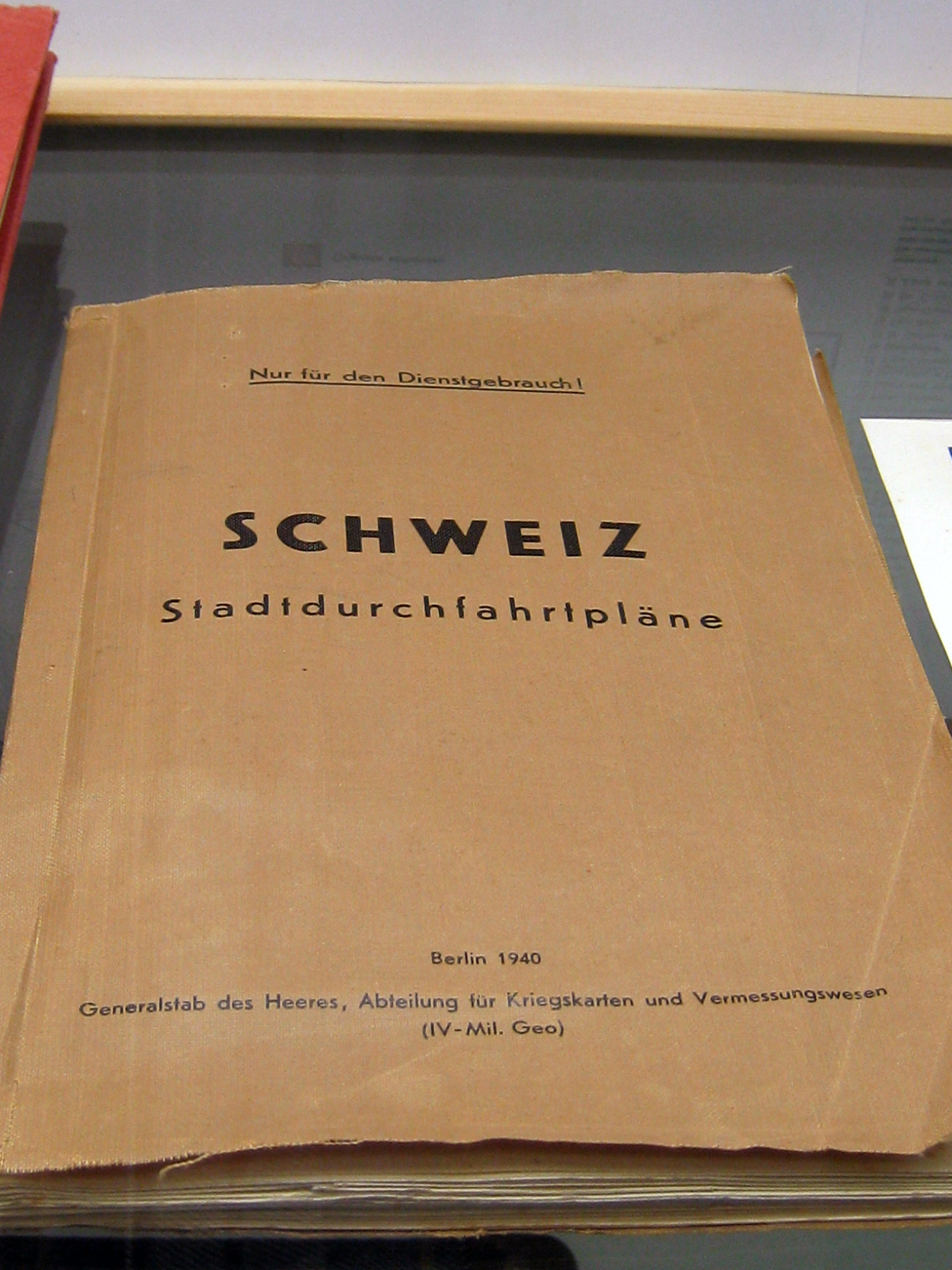
Wehrmacht 1940: Stadtdurchfahrtpläne Schweiz

Die Allgemeine Kriegsmobilmachung per 2. September 1939 konnte aufgrund der vororganisierten Detailpläne rasch und reibungslos erfolgen. Der Armeeaufmarsch erfolgte in eine Bereitschaftsstellung und aus dieser heraus in die Limmatstellung. Mit dem «Operationsbefehl Nr. 2» bestimmte General Guisan am 4. Oktober 1939 die Verbindung Sargans – Walensee – Zürichsee – Limmat – Bözberg – Hauenstein zur wichtigsten Verteidigungslinie der Schweizer Armee bei einem Angriff aus dem Norden. Diese wurde ab 27. September 1939 inklusive der Stadt Zürich befestigt.
Ende September 1939 wurde der bisherige Platzkommandant (Mobilmachungsplatz Stadt Zürich) Hans von Schulthess zum Kommandanten des neuen Stadtkommandos ernannt. Anfangs November erhielt das Stadtkommando mit Genieoberst Erwin Stirnemann (1885–1970) einen eigenen Geniechef.
Das Stadtkommando Zürich trug die militärische Hauptverantwortung für die Verteidigung der Stadt Zürich. Die Hauptverteidigungslinie des Abwehrdispositivs «Fall Nord» der ersten Armeestellung (Limmatstellung) verlief mitten durch die Stadt Zürich. Das rechte Zürichsee- und Limmatufer wären nach anfänglichen Verzögerungskämpfen bald aufgegeben worden. Der eigentliche Abwehrkampf hätte sich auf dem linken See- und Limmatufer abgespielt.
Am 15. Februar 1940 erhielt das Stadtkommando vom 3. Armeekorps folgenden Auftrag:
- sichert das Seeufer zwischen Bendlikon/Kilchberg und Wollishofen gegen jegliche Übersetzversuche
- sperrt in Wollishofen zwischen See und den Hängen des Uetliberges und deckt damit die linke Flanke der Seesicherung gegen feindliche Truppen, die durch die Stadt Zürich durchgebrochen sind
- hält das linke Limmatufer der Stadt Zürich
- organisiert die Verteidigung der Stadt Zürich so, dass sie auch dann noch gehalten werden kann, wenn der Gegner dieselbe umfasst hat

Das Stadtkommando musste das linke Limmatufer halten und entsprechende Stellungen mit Hilfe mehrerer Territorialbataillone ausbauen. Bis Ende Juni 1940 wurden 95 Kampfstände und zahlreiche Drahthindernisse errichtet sowie über 3000 Spanische Reiter in Depots bereitgestellt. An den linksufrigen Brückenköpfen wurden Sprengladungen und Sperren eingebaut. Um einen gegnerischen Vorstoss durch das Sihltal Richtung Zentralschweiz zu verhindern, wurde die Sperrstelle Wollishofen-Sihltal als erstes durch das Stadtkommando Zürich im Rahmen der Limmatstellung begonnene Befestigungsobjekt errichtet.
Nach dem Fall Frankreichs Ende Juni 1940 befahl die Armeeleitung die Einstellung der Befestigungsarbeiten, da die Limmatstellung ihre Bedeutung verloren und der General den Rückzug des Gros der Armee ins Reduit beschlossen hatte.
Das eigenständige Stadtkommando wurde am 6. Juli 1940 auf Piket entlassen. Die 6. Division übernahm den Stadtabschnitt, später die Leichte Brigade 3. Die Stadt wäre kaum mehr verteidigt worden, nur Brückensprengungen wären erfolgt. Auf den 10. Dezember 1940 wurde das Stadtkommando definitiv aufgelöst.
In Kalten Krieg gehörten die Sperrstellen zum Einsatzraum der Felddivision 5. Die erstellten Befestigungen und Bunker wurden überflüssig und mit der Zeit teilweise zurückgebaut. Die Anlagen wurden 1986 und 1994 deklassiert, sind grösstenteils noch erhalten und gelten als historisch schützenswert.

### Evakuation
Im Januar 1940 informierten der Zürcher Regierungsrat und das Territorialkommando 6 die Zivilbevölkerung, wie sie sich im Kriegsfall zu verhalten hatte und sich auf eine mögliche Evakuation vorbereiten musste. Für den Kriegsfall war vorgesehen, dass die Zivilbevölkerung solange am Wohnort blieb, bis die Armee aus militärischen Gründen eine Evakuation angeordnet hätte. Es wurde empfohlen, im Rahmen «freiwilliger Abwanderung» den Wohnort zu verlassen, um sich selber in Sicherheit zu bringen. Damit hätten bei einer militärisch angeordneten Evakuation weniger Personen evakuiert werden müssen.
Mitte Mai 1940 wurde befürchtet, dass die Schweiz in die militärische Operation der deutschen Westoffensive miteinbezogen werden könnte. Ab Mitte Mai verliessen rund sieben Prozent der Stadtschüler mit ihren Familien die Stadt und kehrten grösstenteils bis Anfang Juni wieder zurück. Die Stadtschulen waren vom 15. bis 22. Mai geschlossen worden.
Eine allfällige militärische Evakuation von 170.000 Personen der Zivilbevölkerung der Stadt Zürich wurde durch das Territorialkommando 6 inklusive Verhinderung von Plünderungen der verlassenen Stadt im Detail vorbereitet und die Bevölkerung laufend über den Stand der Evakuierungsvorbereitungen informiert. Aus neutralitätspolitischen Gründen hätte eine Evakuierung erst nach einem Angriff auf die Schweiz ausgelöst werden können. Am Zürichsee wäre die rechtsufrige Bevölkerung via Meilen (Fähren und Schiffe) nach Horgen und die linksufrige nach Horgen mit Fahrzeugen auf geplanten Routen in die Innerschweiz evakuiert worden.

### Abschnittsgrenzen
Dem Stadtkommando wurde der Abschnitt der Limmatstellung zwischen der 6. Division (westlich) und der 7. Division des 4. Armeekorps (östlich) zugeteilt. Der Einsatzraum umfasste die Stadtteile am linken Ufer der Limmat, die die Frontlinie der Armeestellung gegen Norden bildete:
- Kirche Wipkingen – Wipkingerbrücke – Strassenkreuz Hohlstrasse ⊙ – Döltschi ⊙ – Friesenberg – Albisgüetli – Leimbach – Adliswil – Waldi ⊙ – Rengg – Bendlikon/Kilchberg ⊙ (Grenze zwischen 3. und 4. Armeekorps).[8]

Die westlichen Stadtteile (Altstetten, Albisrieden) und der Raum Uetliberg waren der 6. Division zugeteilt, die in Altstetten die Stützpunkte «Dachslern», «Panama» und «Kappeli» zur Panzerbekämpfung und die Abwehrstellung Festung Uetliberg errichtete.

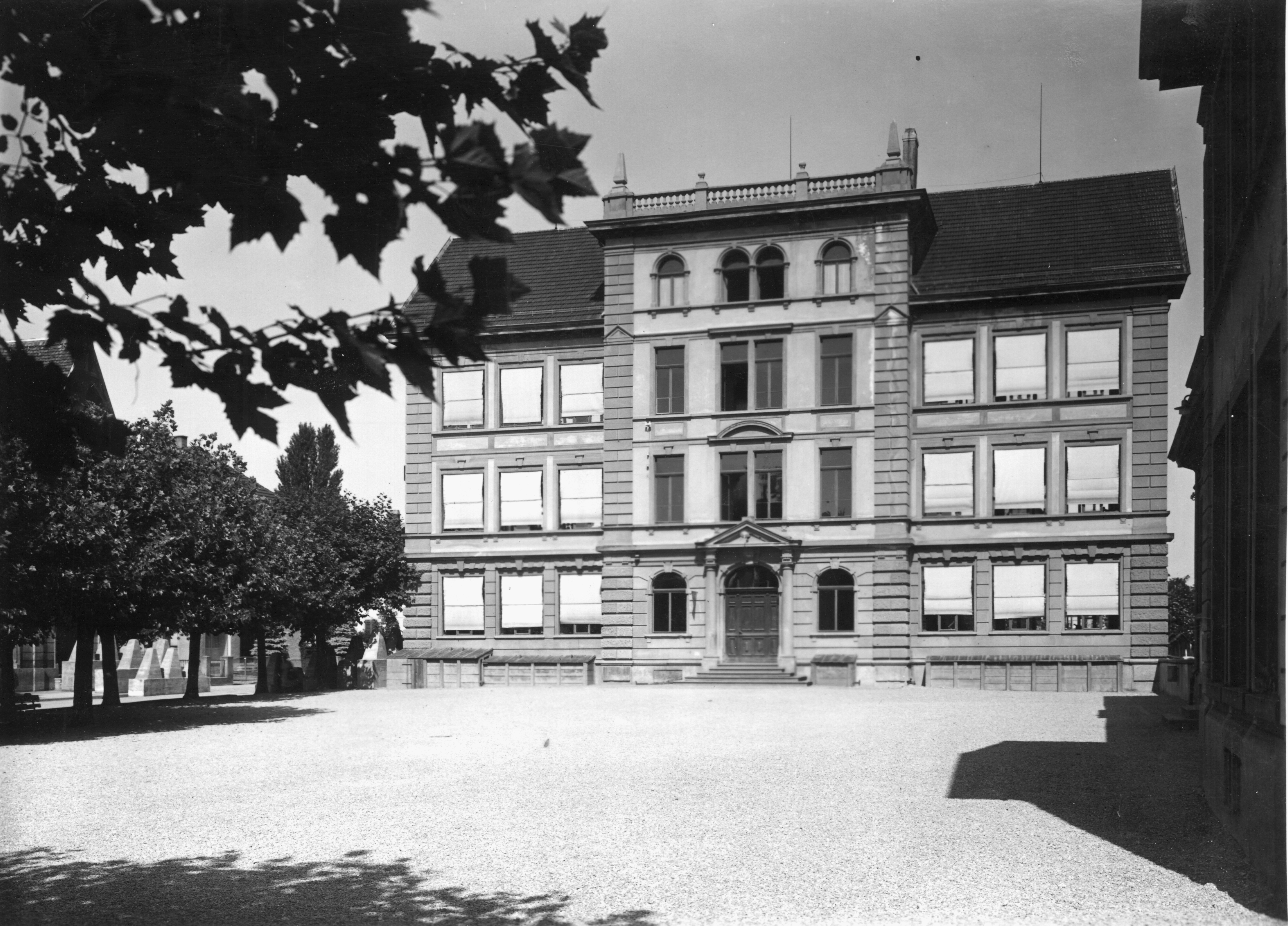
Stützpunkt «Dachslern»
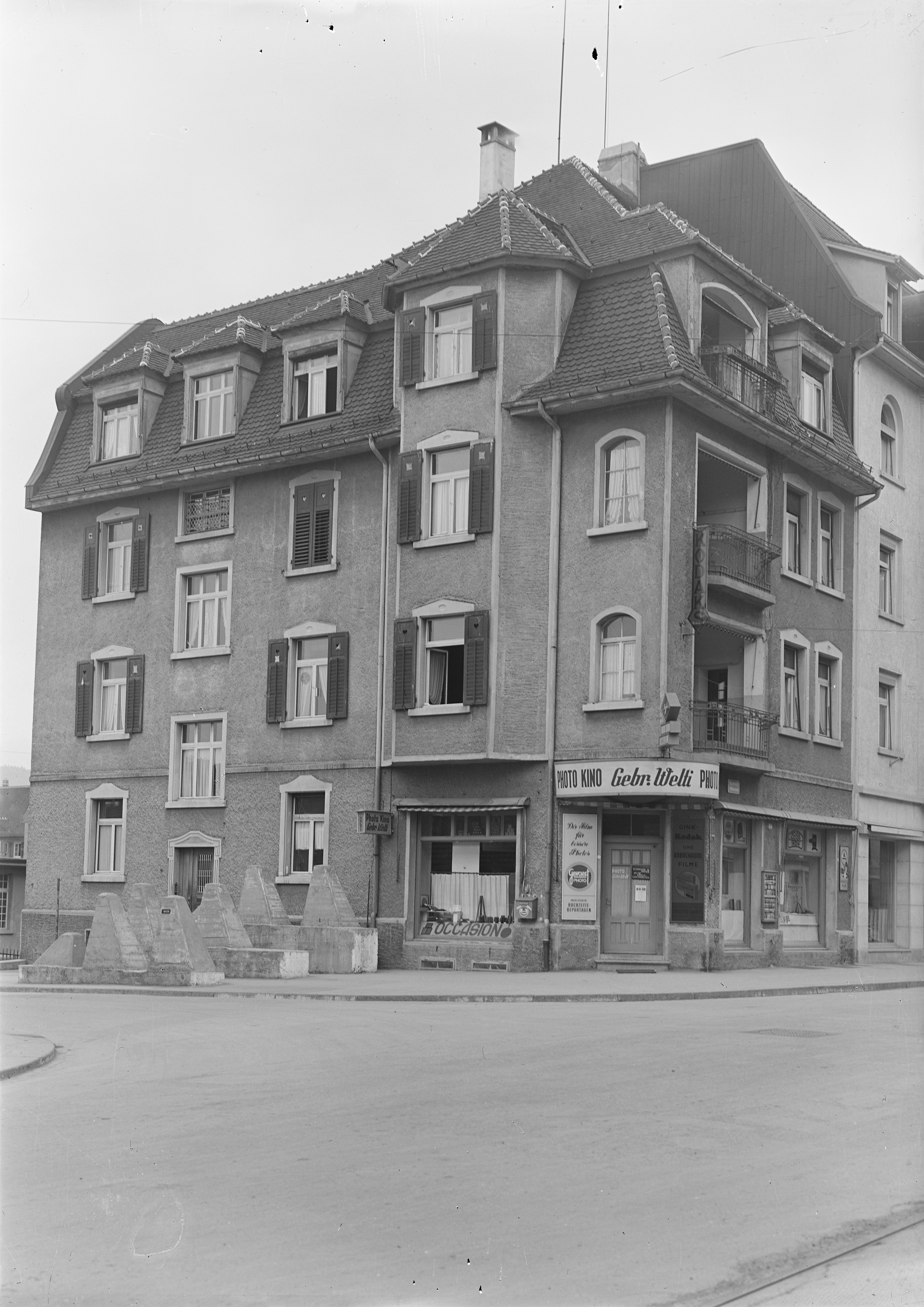
Stützpunkt «Panama»
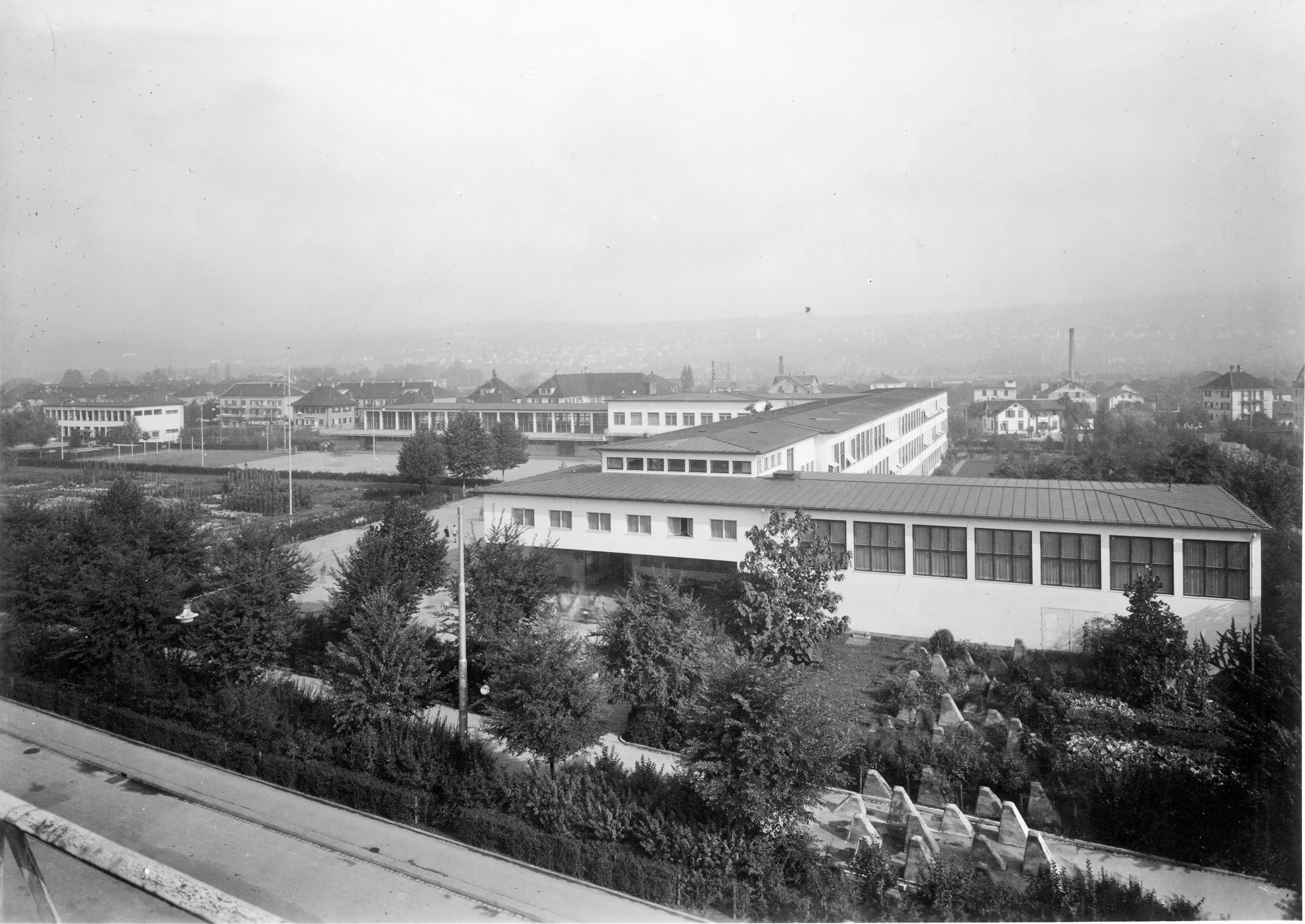
Stützpunkt «Kappeli»

### Zugeteilte Truppen
- Territorialregimenter 75 (Ter Bat  135, 136 und 137), Ter Rgt  82 (Ter Bat 154, 155), Ter Rgt  83 (Ter Bat 156, 157)
- Sappeurbataillon  24 (abzüglich der Sap Kp II/24)
- Detachement Telegraphenpioniere (Lst Tg Det)
- diverse Einheiten der Versorgung, Sanität, Hilfsdienste und Ortswehren
- der Kommandoposten befand sich in Wollishofen Lochen (A 4813)

### Befestigungsobjekte
In der Stadt Zürich sind 24 ehemalige Kampf- und Führungsbauten als militärische Denkmäler geschützt.

#### Infanteriebunker und Mannschaftsunterstände
- Permanente Waffenstellung Manegg A 4805 ⊙
- Halbzugsunterstand Manegg A 4806 ⊙
- Kleinunterstand Entlisberg A 4807 ⊙
- Permanente Waffenstellung Entlisberg A 4808 ⊙
- Permanente Waffenstellung Entlisberg A 4809 ⊙
- Permanente Waffenstellung Entlisberg A 4810 ⊙
- Permanente Waffenstellung Entlisberg, Entlisbergweg A 4811 ⊙
- Permanente Waffenstellung Entlisberg, Entlisbergweg A 4812 ⊙
- Kleinunterstand (ehemalige Kommandopostenanlage), Entlisbergwald-Lochen A 4813 ⊙
- Permanente Waffenstellung Kalchbühlstrasse gegenüber Nr.110 A 4814 ⊙

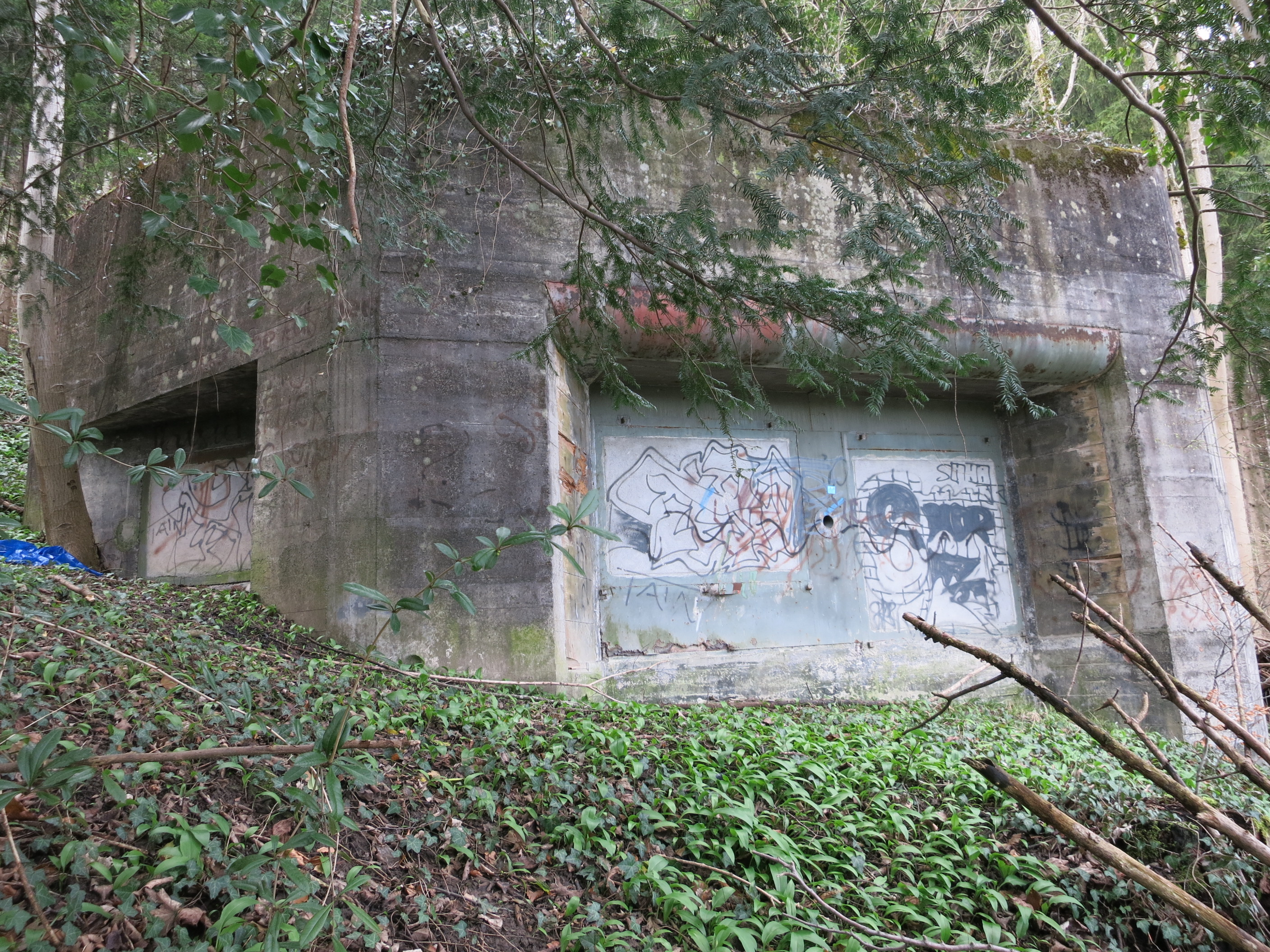
Bunker Manegg A 4806
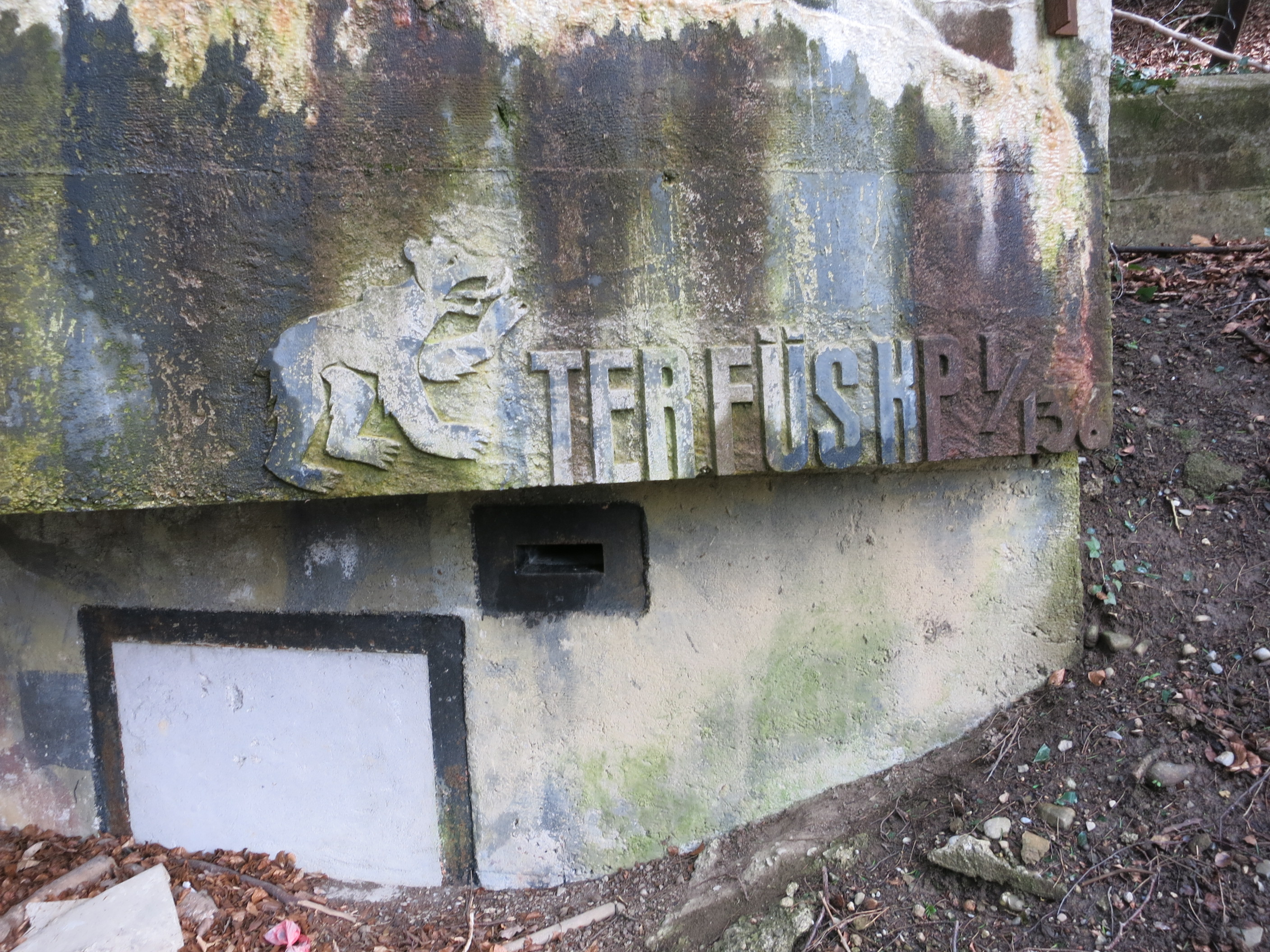
Entlisberg A 4807
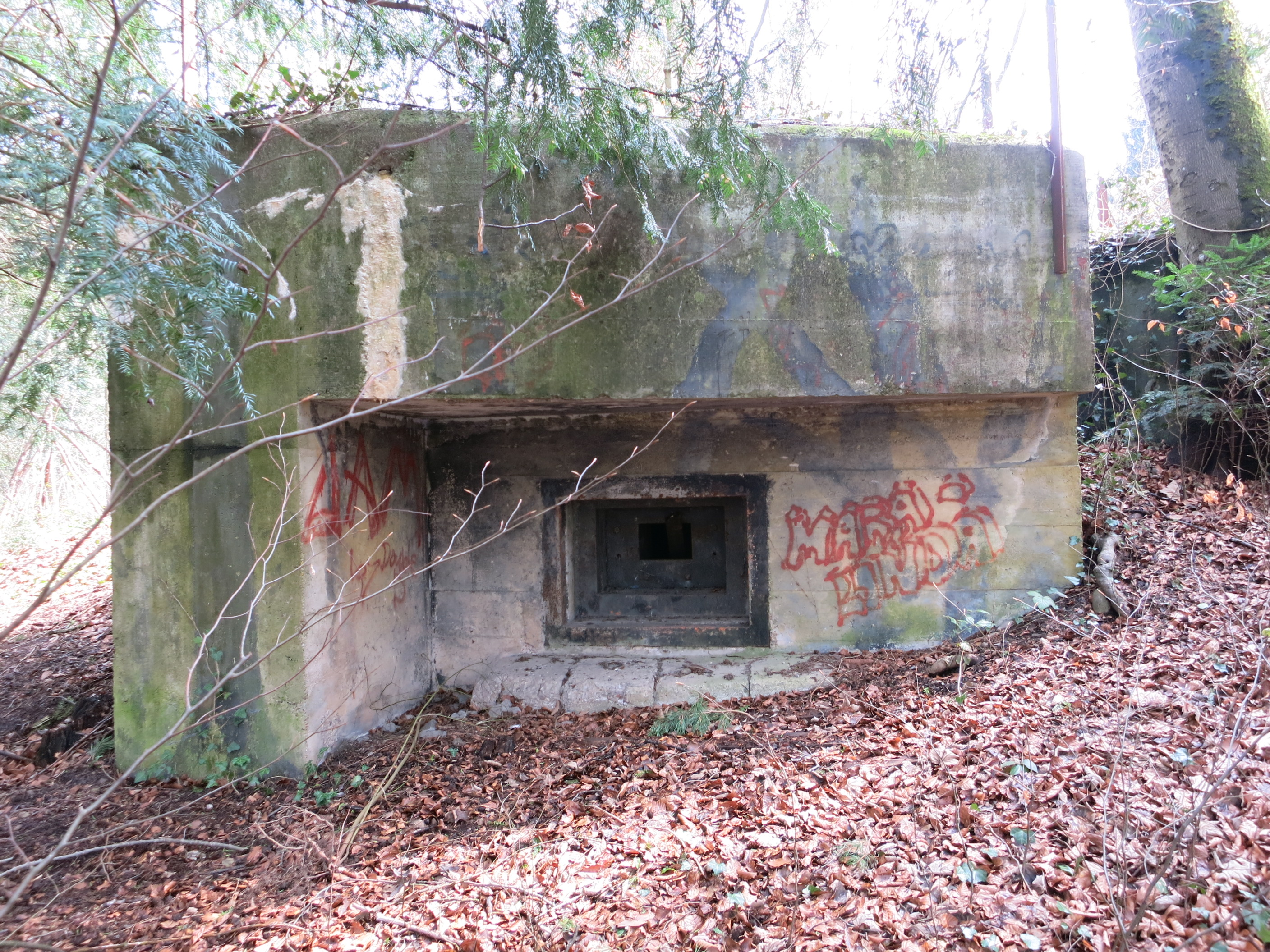
Entlisberg Paradis A 4809
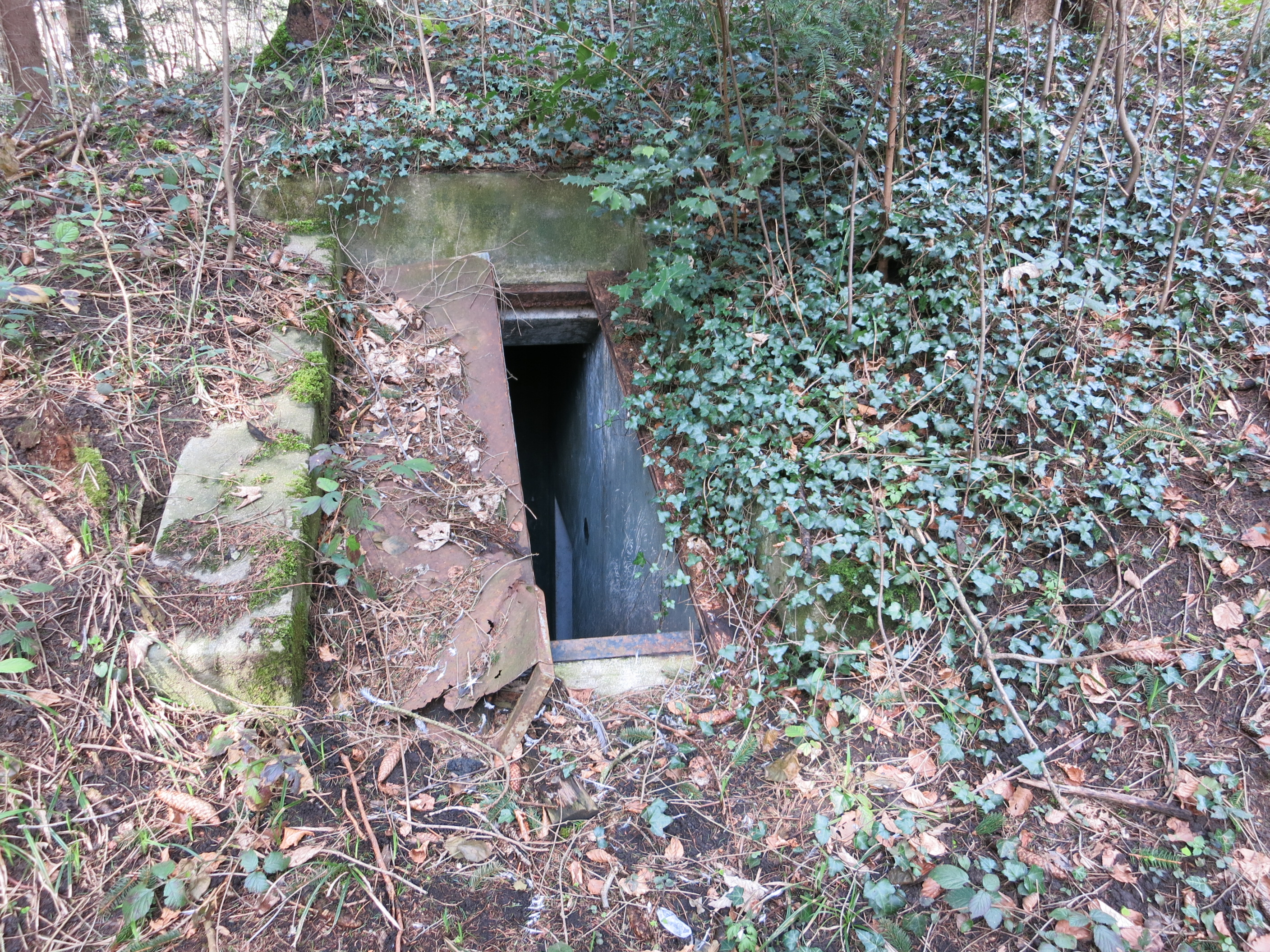
Kommandopostenanlage A 4813

- Permanente Waffenstellung Männerbad Enge-Süd A 4839 ⊙
- Permanente Waffenstellung Männerbad Enge-Nord A 4840 ⊙
- Permanente Waffenstellung gegenüber Kursaal,  General-Guisan-Quai A 4841 ⊙
- Permanente Waffenstellung Yachtclub, General-Guisan-Quai 21 A 4842 ⊙
- Infanteriebunker Quaibrücke-Stadthausquai A 4844 ⊙
- LMg-Leichtstand A 4847, Anbau an Schipfe 24 (1987 abgebrochen) ⊙
- Infanteriebunker Oetenbach A 4848 Lindenhof (1971 abgebrochen) ⊙
- Ehemaliger Kommandoposten Eisenbahn-Regiment 3, K85, Hirschengraben 54, F 6998 ⊙

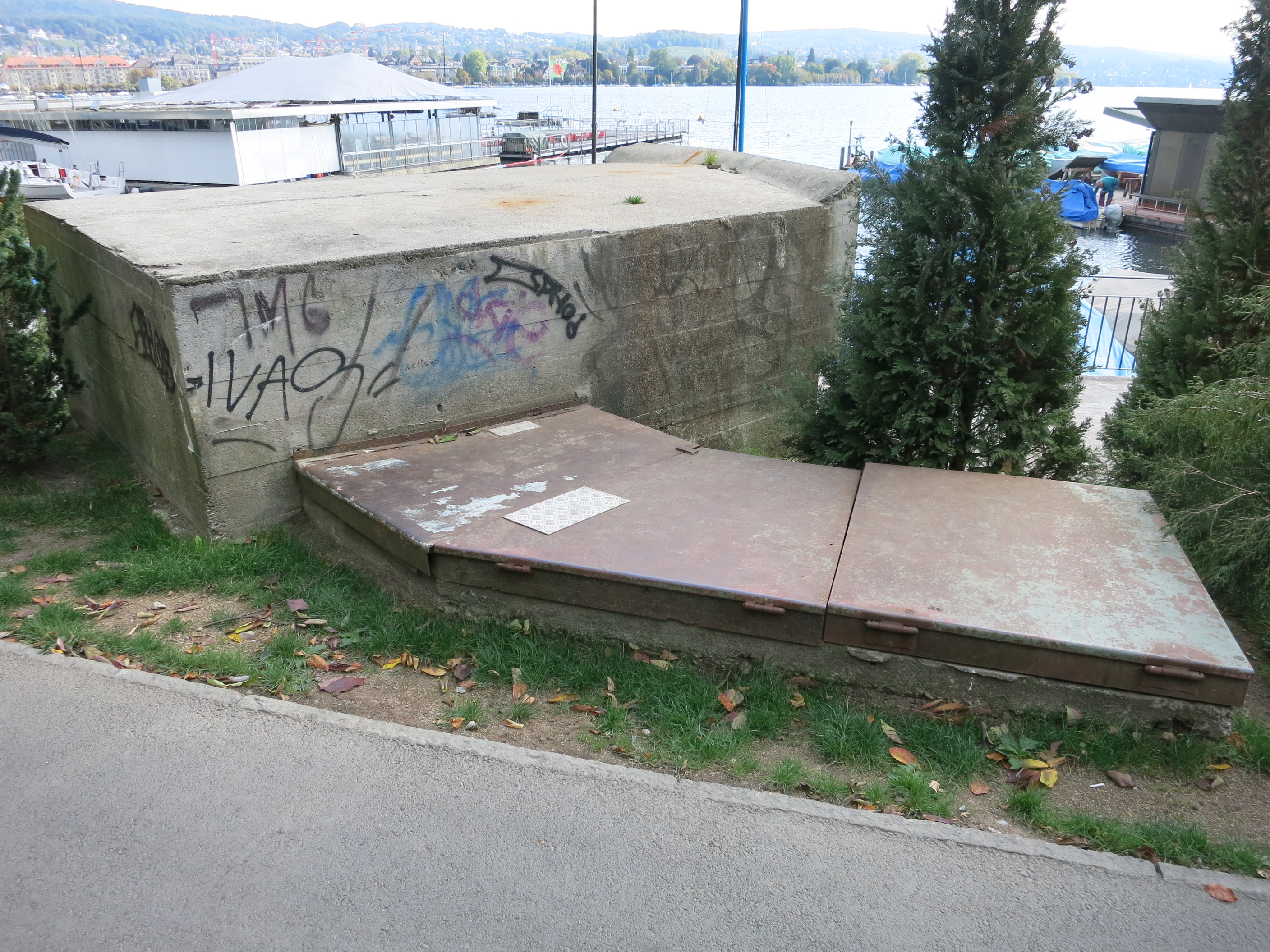
Bunker Männerbad Enge-Süd A 4839
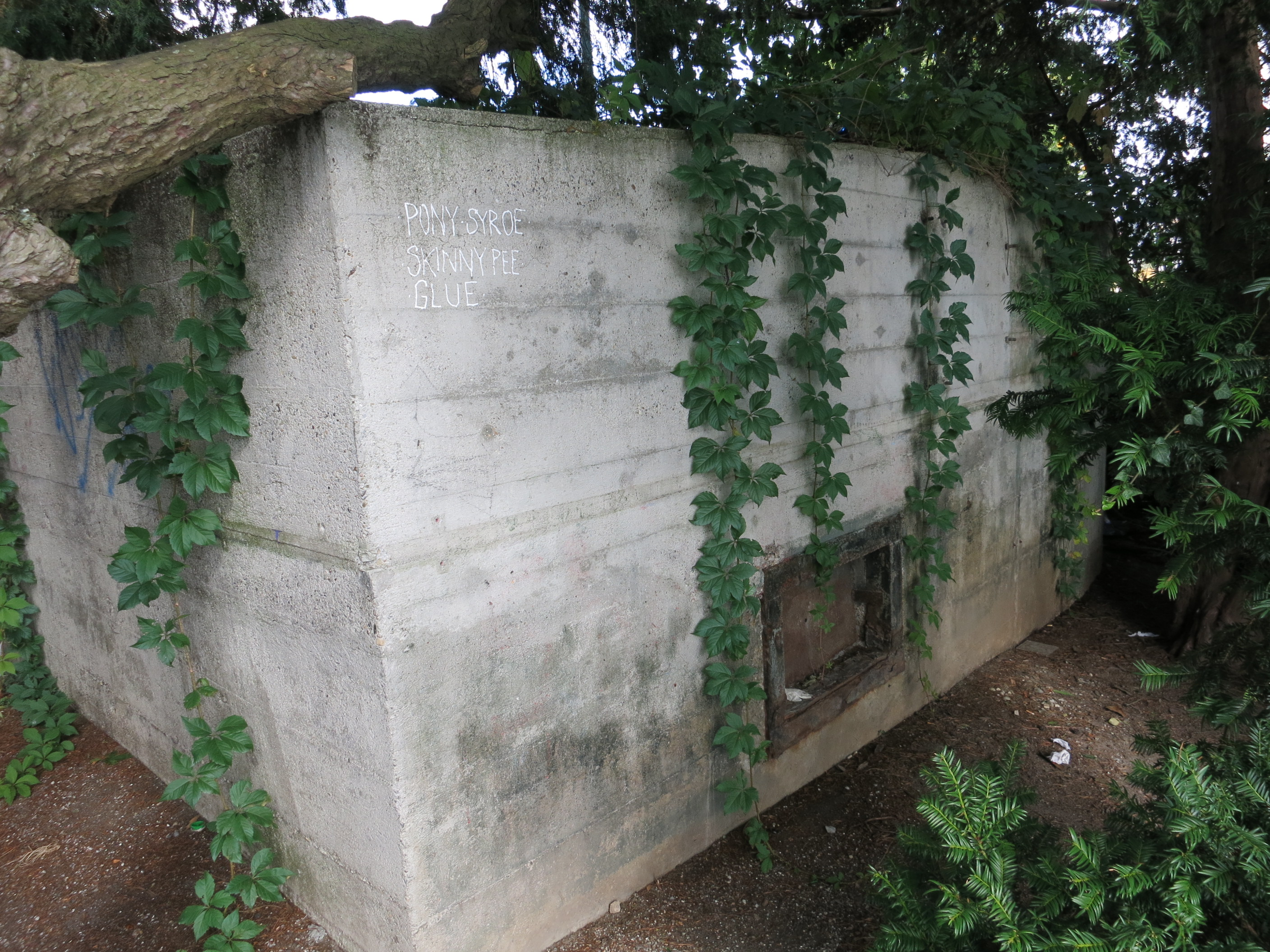
Bunker Männerbad Enge-Nord A 4840
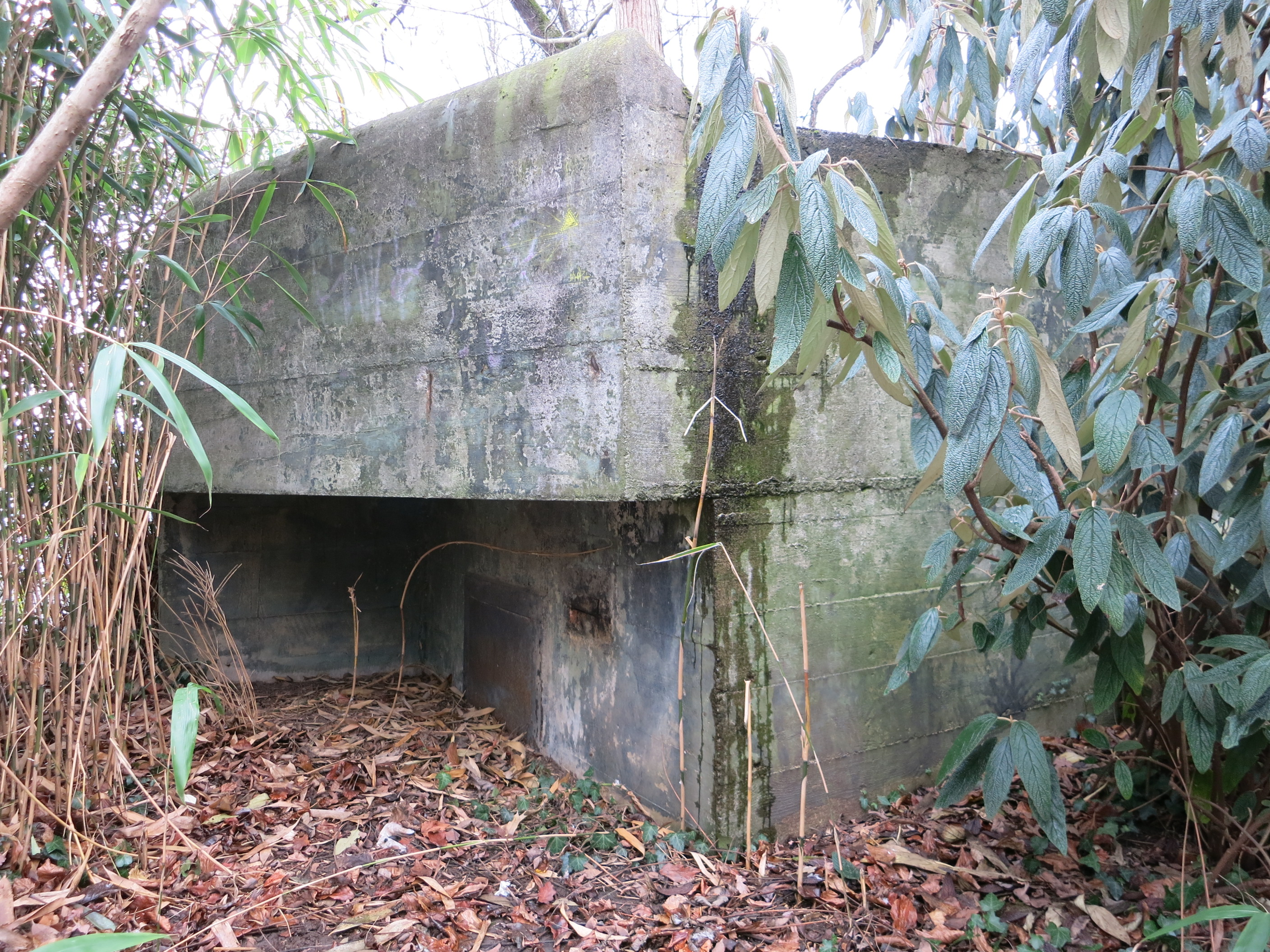
Bunker Kursaal A 4841
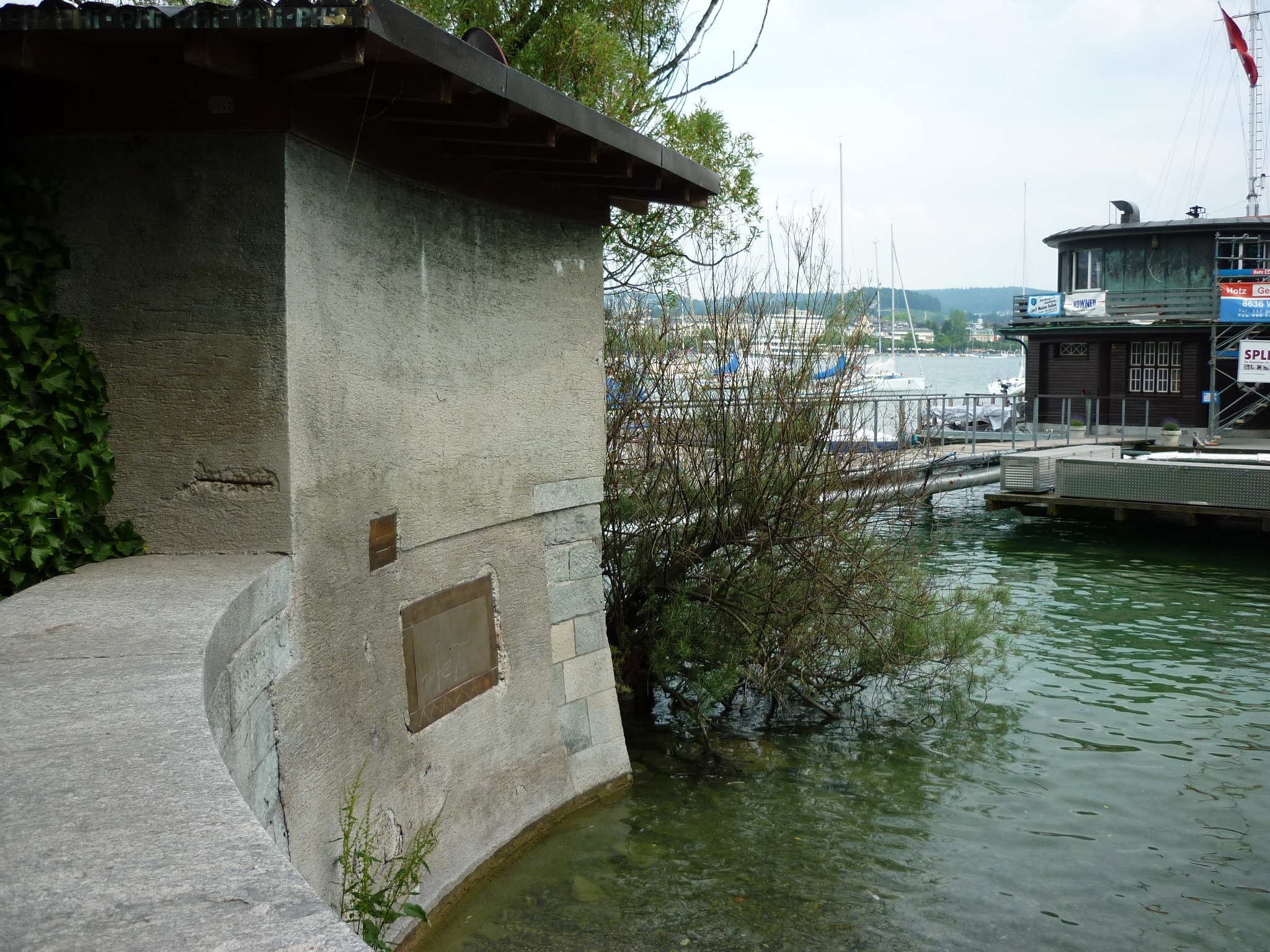
Bunker Yachtclub A 4842
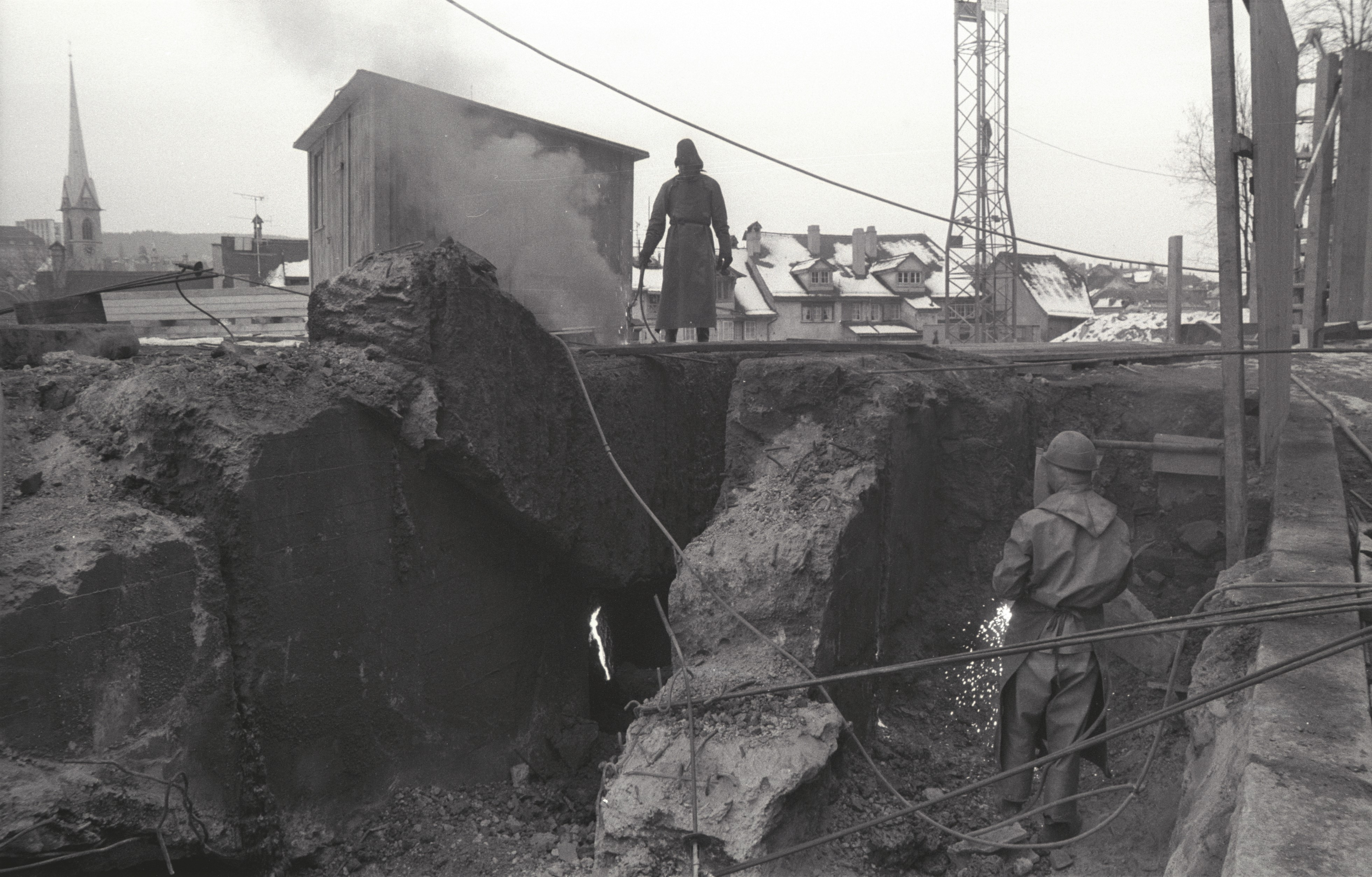
Bunker Oetenbach A 4848

- Infanteriestand  «Wasserschloss» Z 689 Sihlquai gegenüber Nr. 87: Sockel des Seiltransmissions-Umlenkturmes von 1875 des Kraftwerks Letten ⊙
- Waffenstellung Z 717 Sihlquai Nr. 170: Sockel des Seiltransmissions-Umlenkturms ⊙
- Permanente Waffenstellung, Lettenviadukt, Limmataufwärts  A 4856 ⊙
- Permanente Waffenstellung, Lettenviadukt, Limmatabwärts  A 4857 ⊙
- Permanente Waffenstellung, SBB-Viadukt Oerlikon-Wipkingen A 4858: einzig erhaltener BBB-Bunker an der Limmat ⊙
- Infanteriekanone Ik-Stand Hardbrücke A 4862 (abgebrochen) ⊙
- Permanente Waffenstellung Hardturm Ost A 4872 ⊙
- Permanente Waffenstellung Frost-Fischerweg A 4875 ⊙

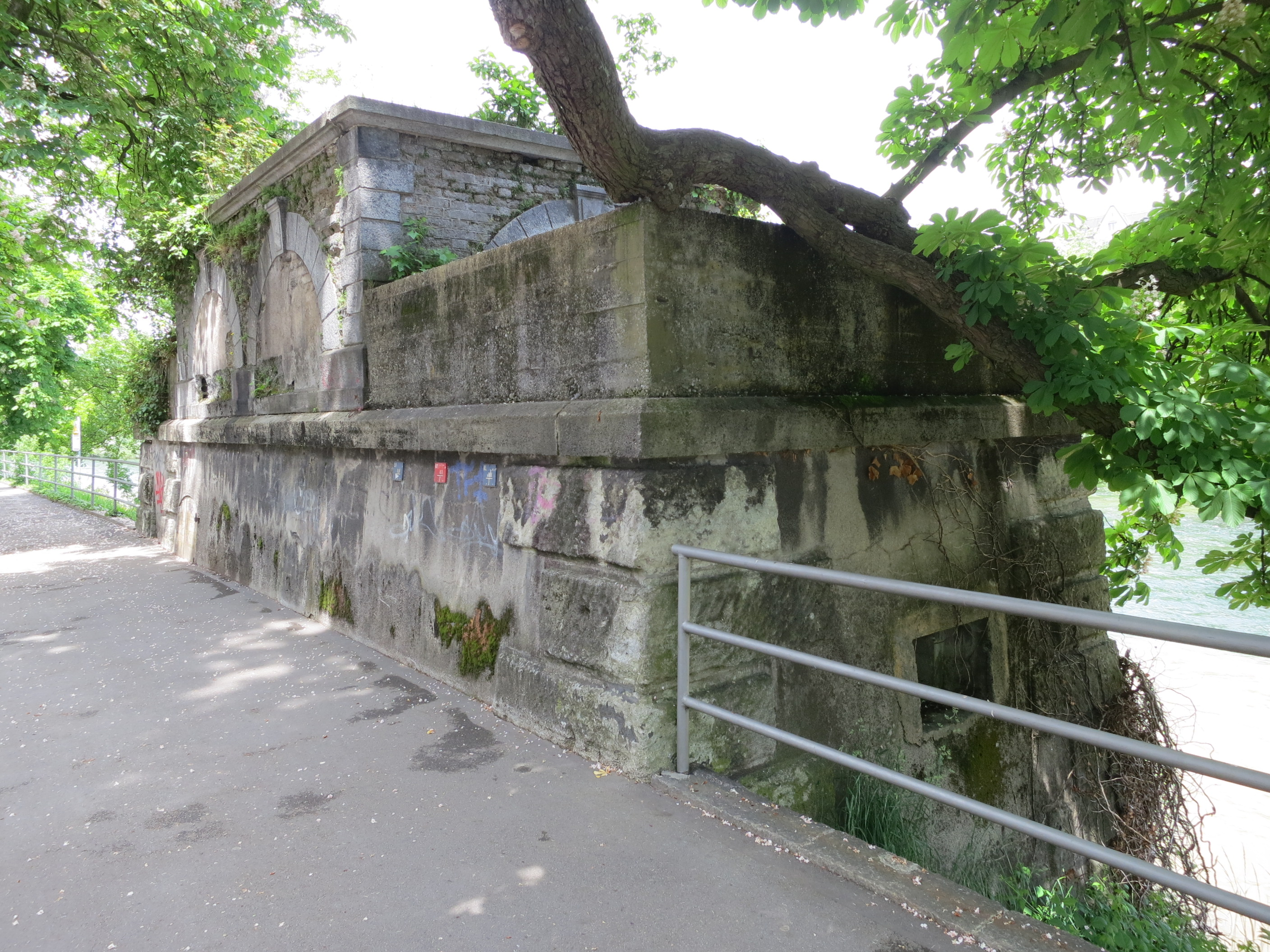
Maschinengewehrstand  «Wasserschloss» Z 689
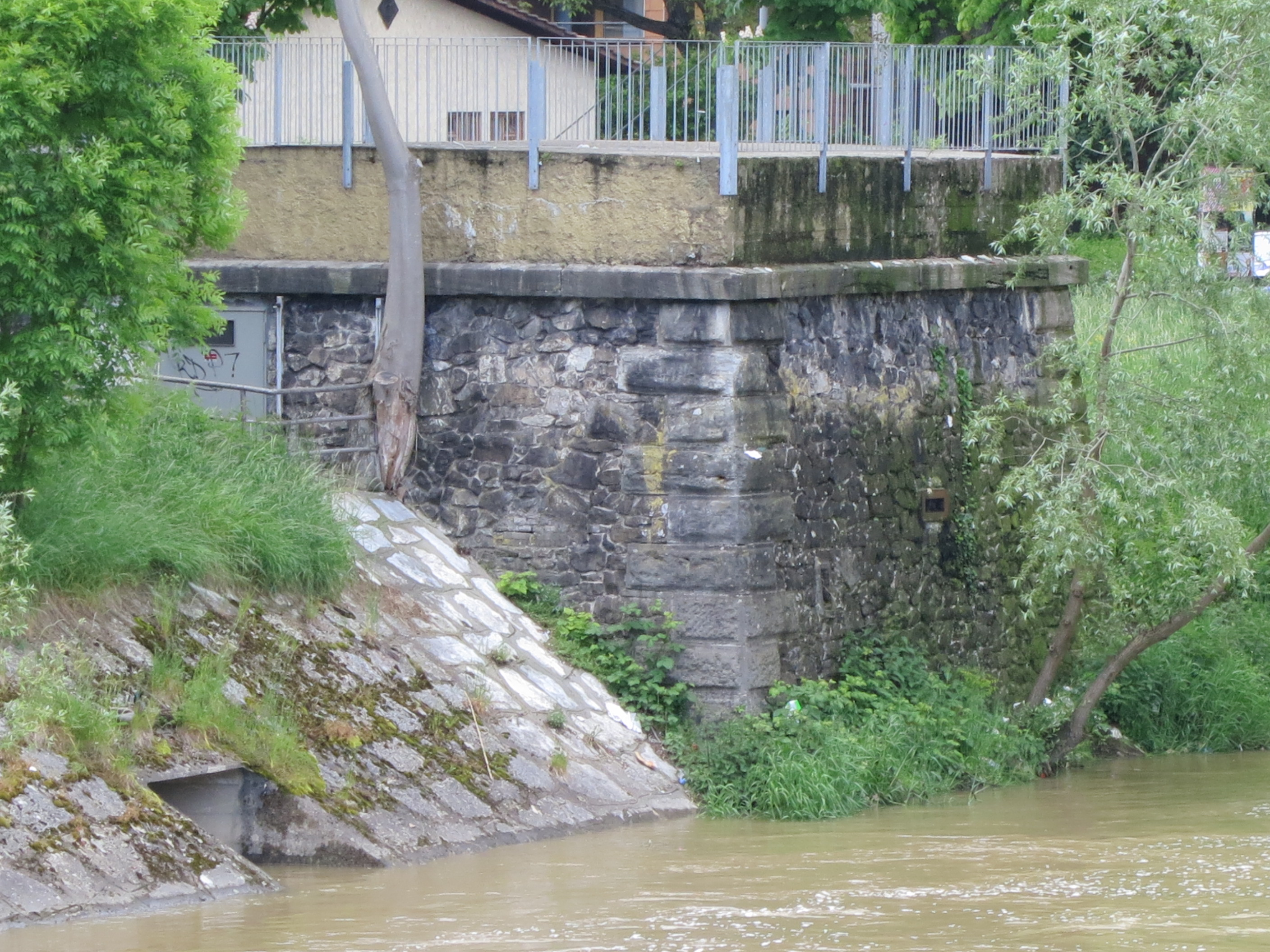
Leichtmaschinengewehrstand Z 717
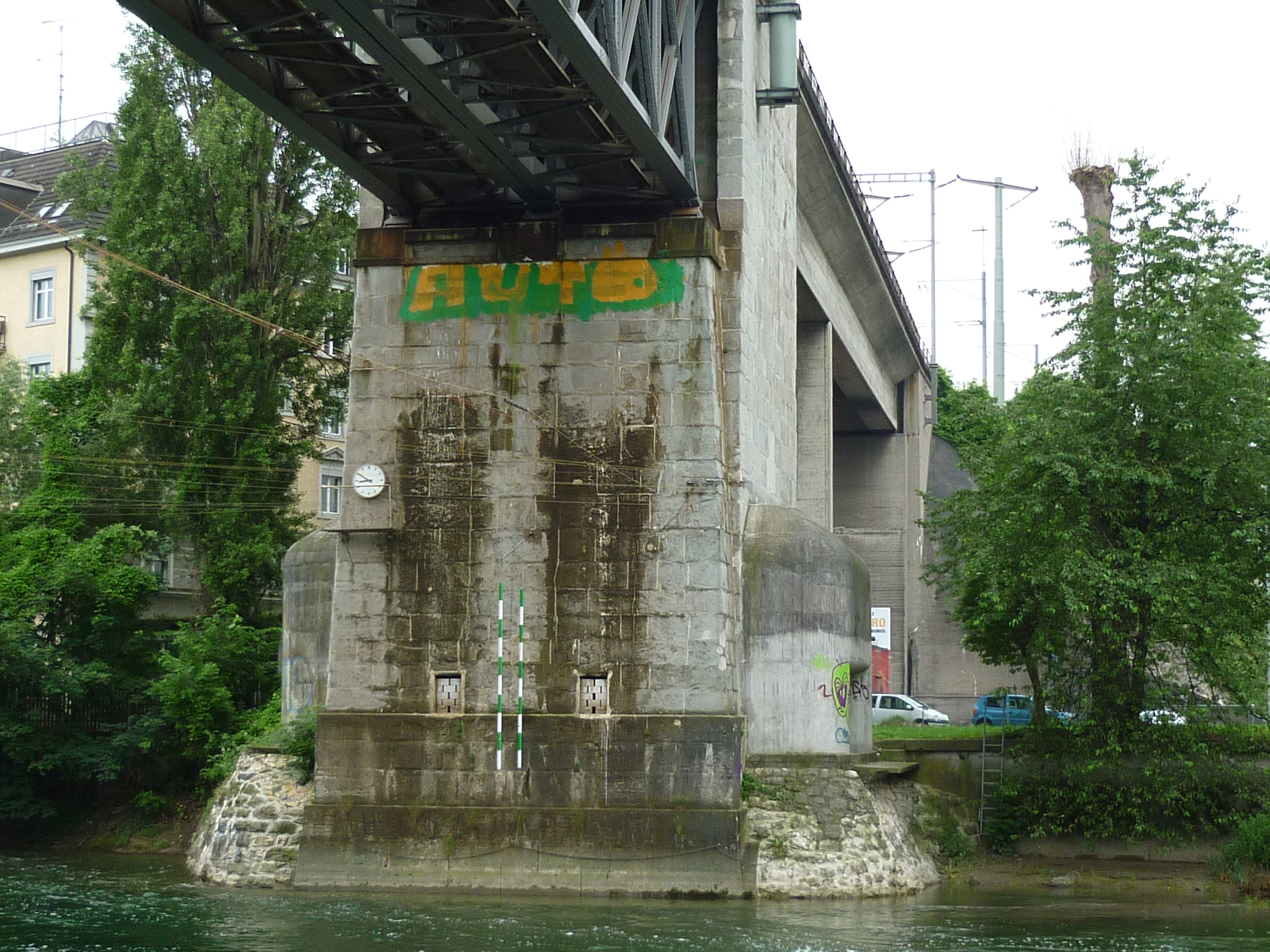
BBB Bunker SBB-Viadukt Oerlikon-Wipkingen A 4858
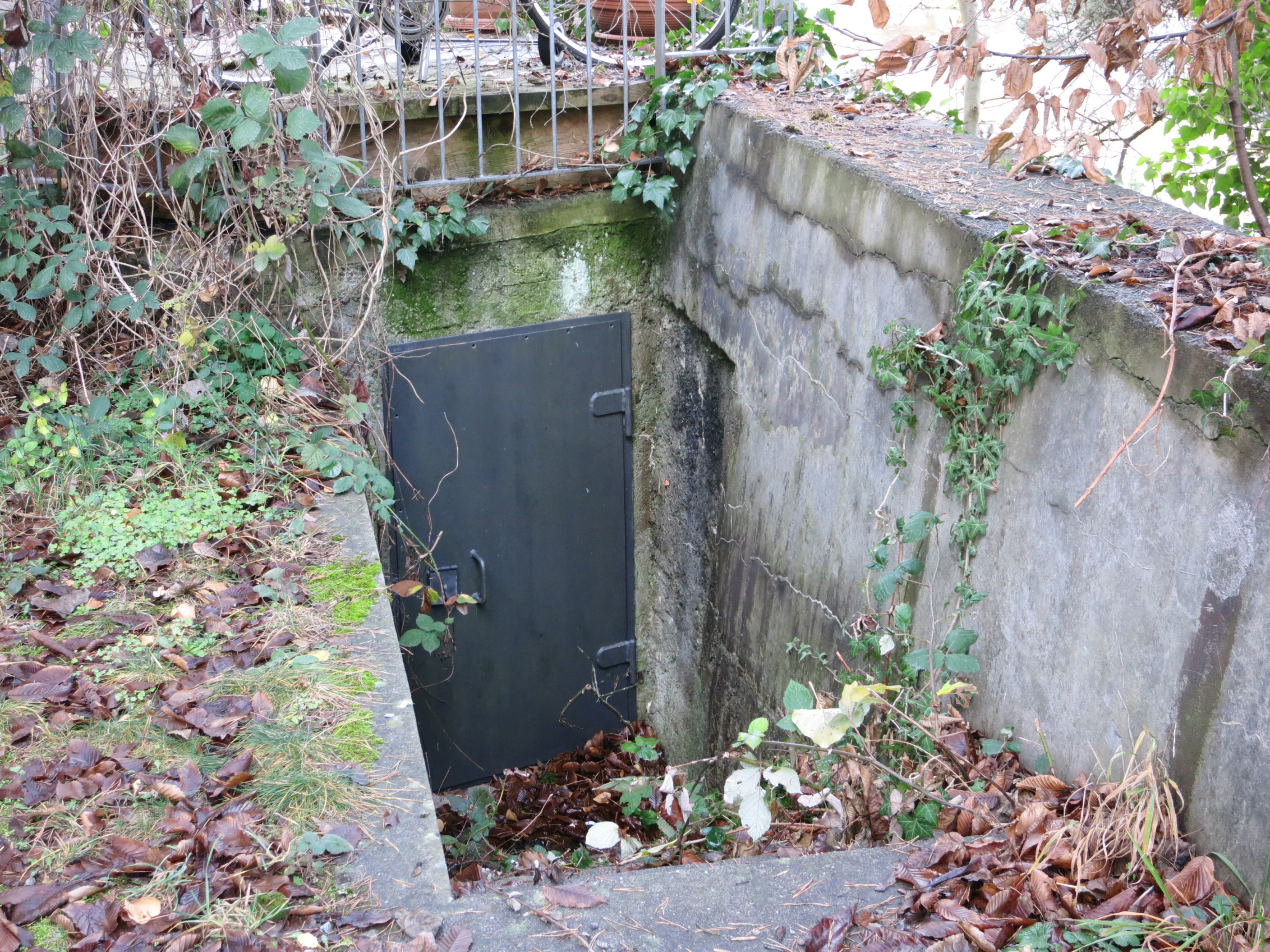
Bunker Hardturm Ost A 4872

#### Beobachtungsbunker und Geländepanzerhindernisse
- Panzerbarrikadenmagazin Frymannstrasse 110 B 9045 ⊙
- Panzerbarrikade Bruchstrasse T 2505.05 ⊙
- Tankmauer an der Seestrasse zwischen Nr. 497 und 501 T 2505 (Z1) ⊙
- Beobachtungsstand Donner A 4881 ⊙
- Artilleriebeobachtungsstand Tellsplatte-Hinterschlierenberg A 4904 (Zürich-Altstetten)⊙
- Kleinunterstand Tellsplatte–Hinterschlierenberg A 4905 (Zürich-Altstetten) ⊙
- Beobachter Löwenbräustübli–Hohenstein 1 A 4965 ⊙[9]

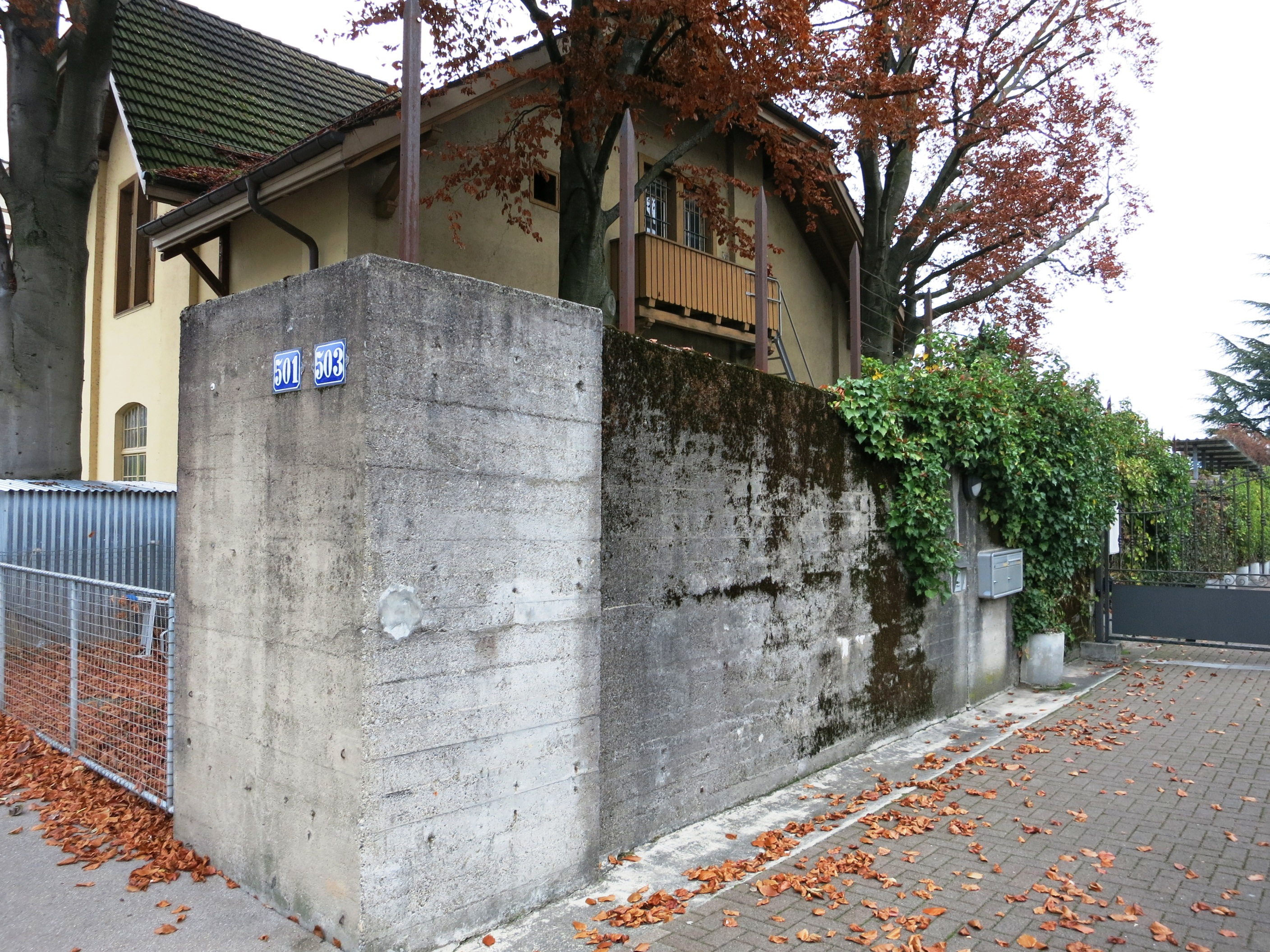
Tankmauer Z1 Seestrasse 497
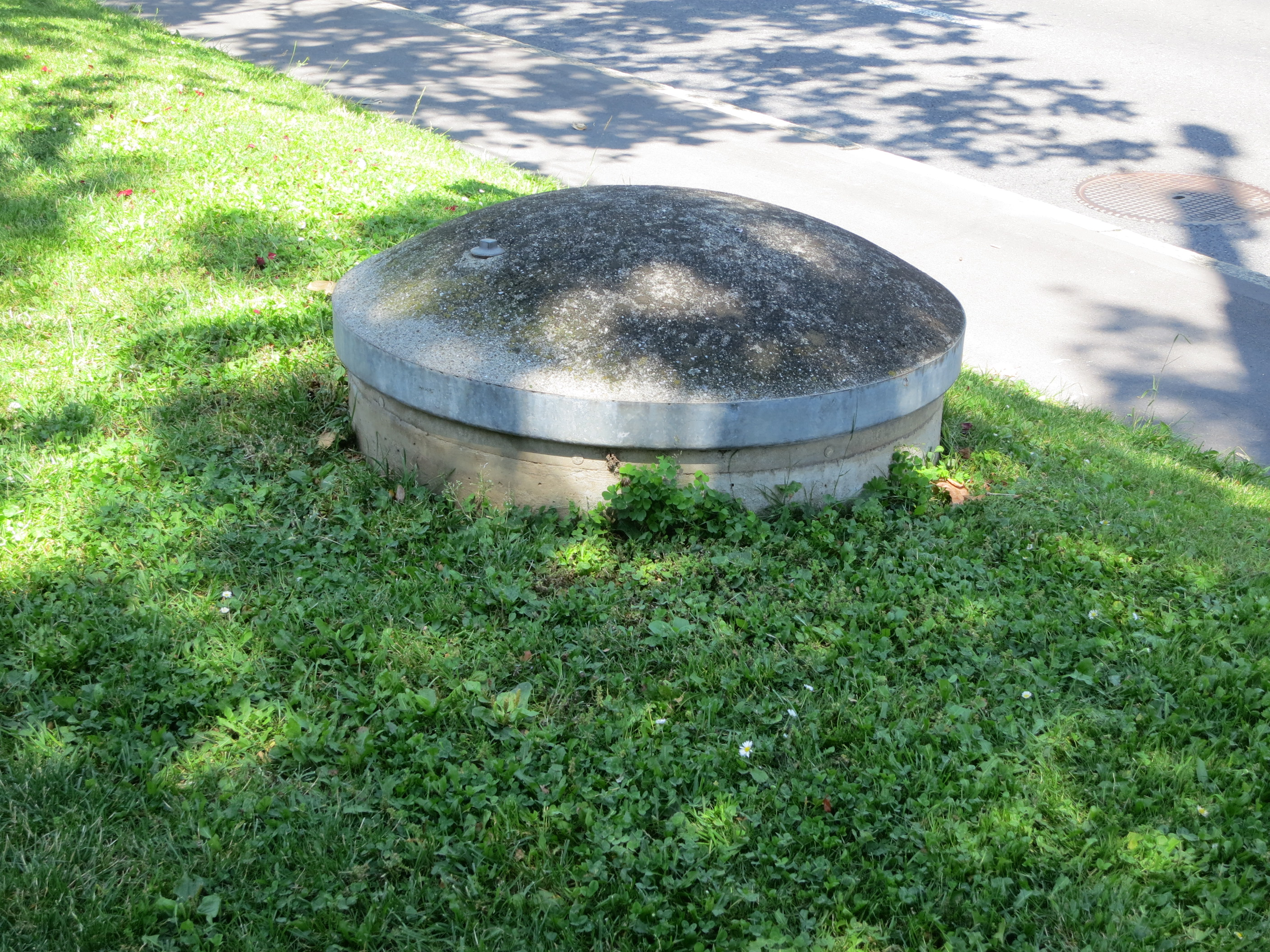
Sprengobjekt Rudolf-Brun-Brücke M 2322
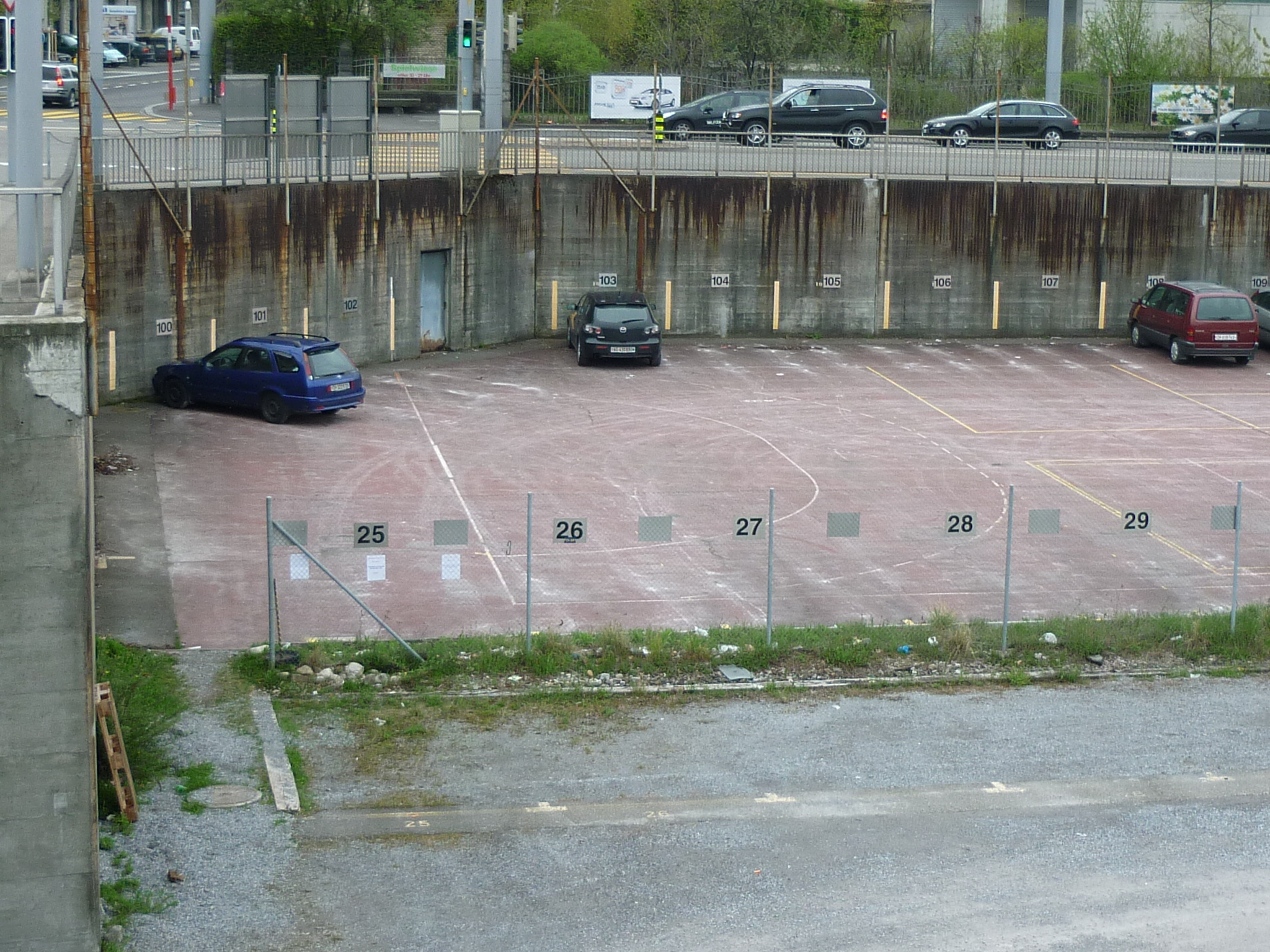
Tankmauer Hohlstrasse Z 897
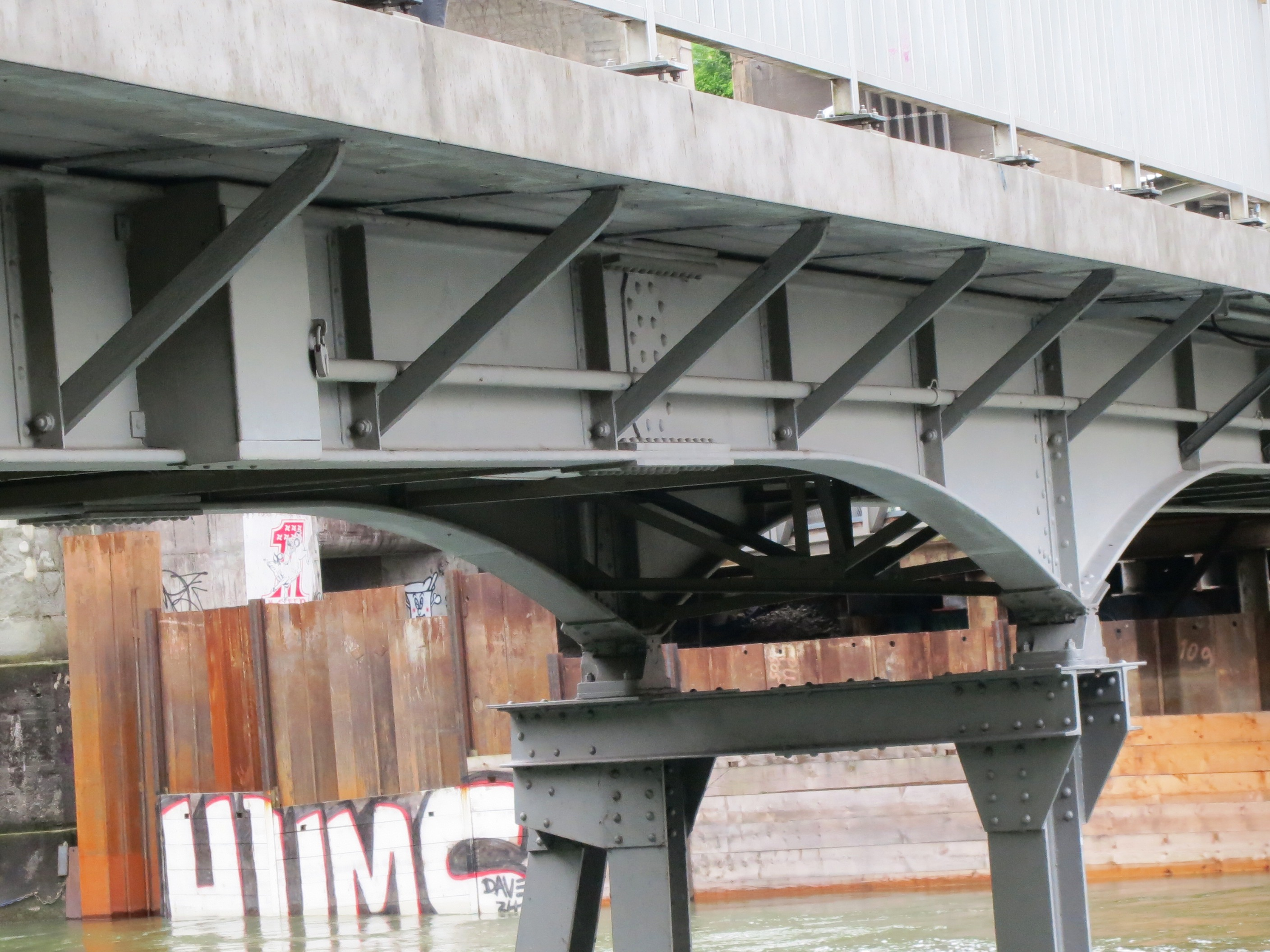
Sprengobjekt Dammsteg Wipkingen M 2313

## Permanente Waffenstellungen Adliswil und Kilchberg
Das Stadtkommando erhielt acht 12-cm-Schwere Motorkanonen 1882, da diese bei der Feldartillerie durch die 10,5-cm-Schwere Motorkanone abgelöst wurde.
- Bunker für 8.4-cm-Kanone Löchli A 4800 Adliswil ⊙
- Bunker für 8.4-cm-Kanone Löchli A 4801 Adliswil ⊙
- Unterstand 3 A 4802 Adliswil ⊙
- Bunker für 4.7-cm-Infanteriekanone A 4803 Adliswil ⊙
- Unterstand  2 Chopfholz A 4804 Adliswil ⊙
- Mg-Bunker A 4823 Morfanlage,  Kilchberg ⊙
- Mg-Bunker A 4824 Schilfmatt, Kilchberg ⊙
- Mg-Bunker A 4826 Widmer-Land, Kilchberg ⊙

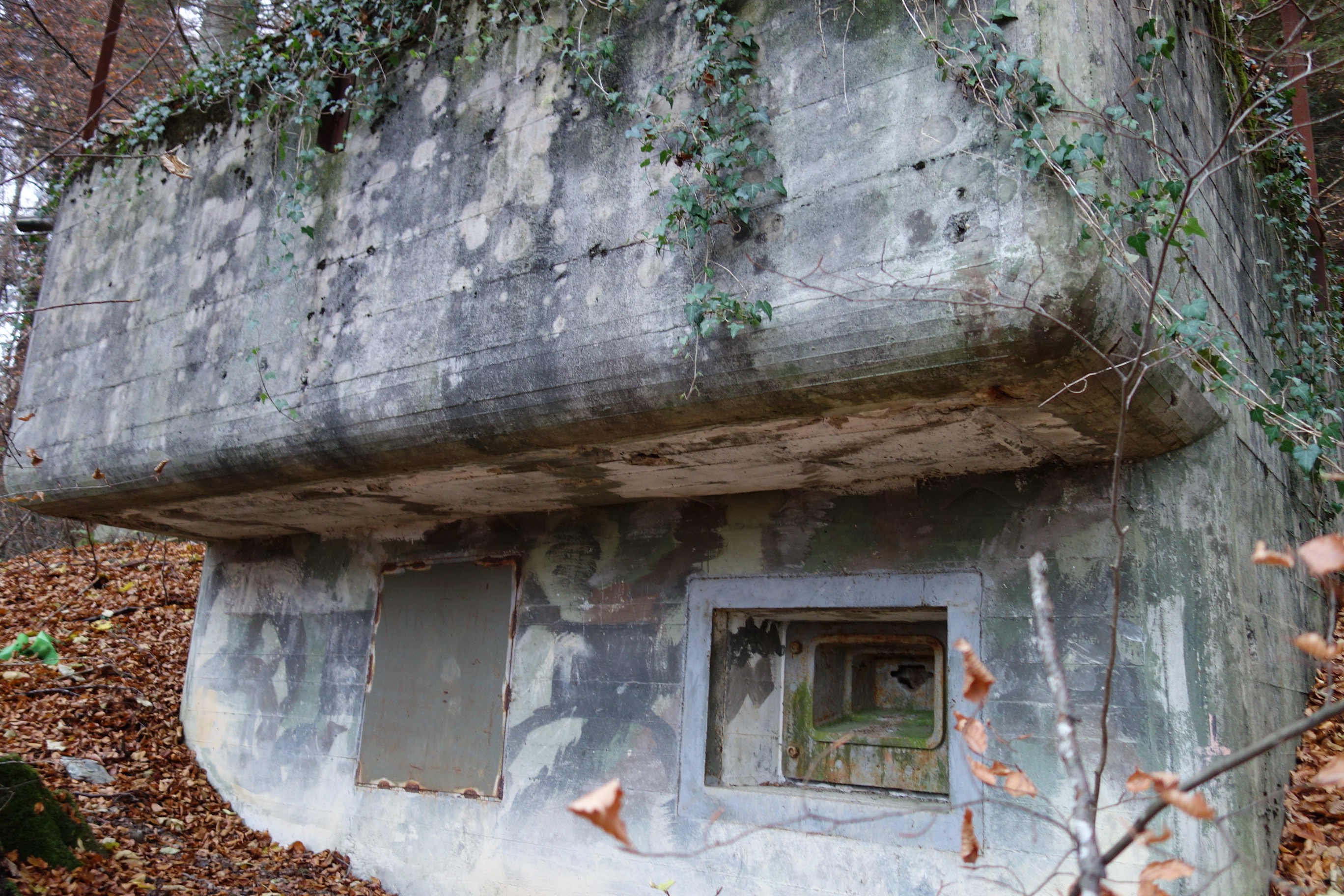
Bunker für 8.4-cm-Kanone Löchli A 4800
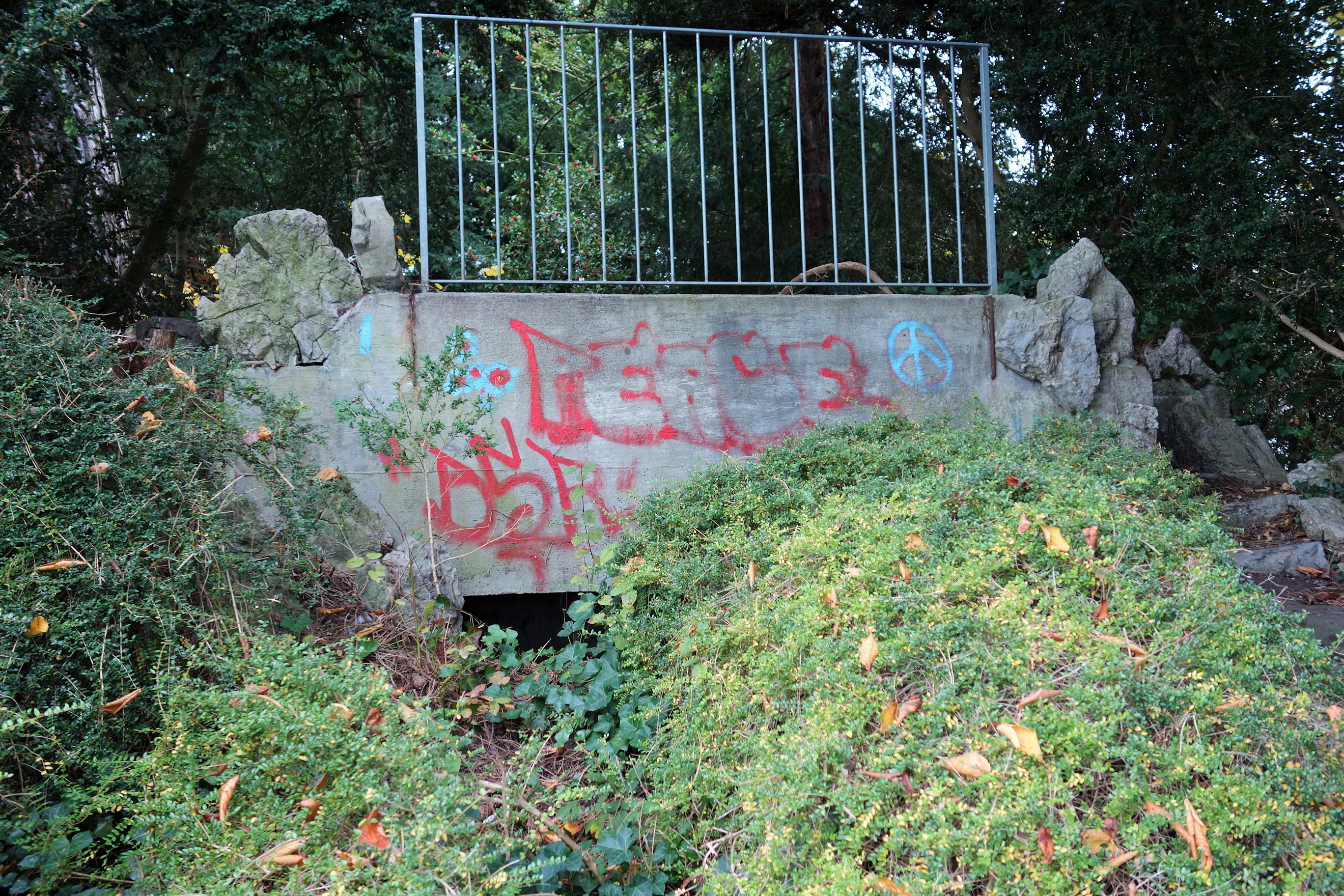
Mg-Bunker A 4823 Morfanlage
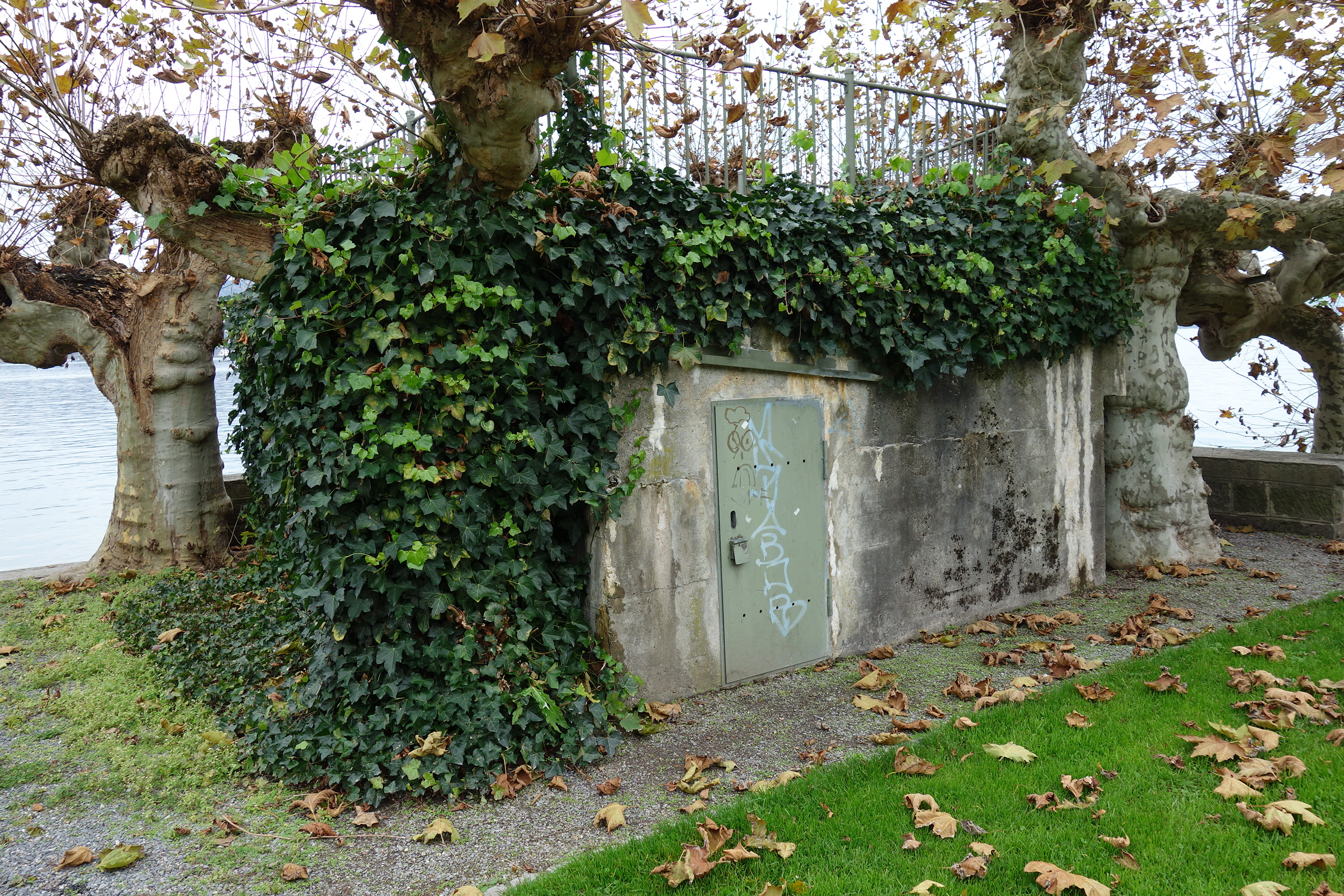
Mg-Bunker A 4826 Widmerland
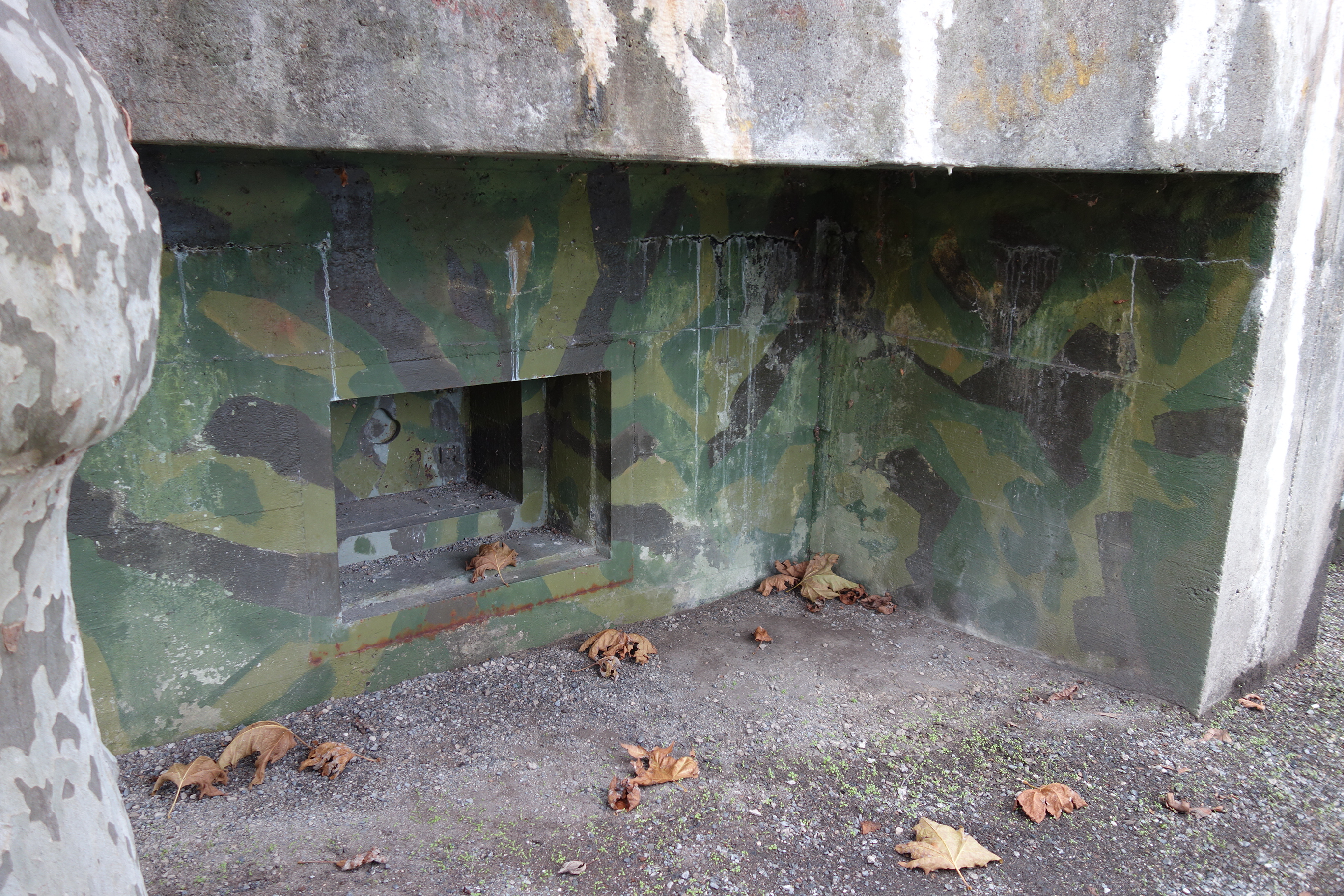
Mg-Bunker A 4826 Scharte Ost

## Museum
Das Zivilschutz-Museum befindet sich im dreistöckigen unterirdischen Zivilschutz-Rundbunker der ehemaligen Sanitätshilfsstelle Landenberg im Stadtquartier Wipkingen. Es zeigt eine historische Momentaufnahme des Zivilschutzes und des Sanitätswesens der Stadt Zürich zur Zeit des Zweiten Weltkrieges sowie dessen Weiterentwicklung zum modernen Bevölkerungsschutz.